# دب قطبي
الدُّبُّ القُطبيّ أو الدُّبّ الأبيض (الاسم العلمي: Ursus maritimus) نوع من الدببة يتواجد في منطقة القطب الشمالي الممتدة عبر شمالي ألاسكا، كندا، روسيا، النرويج، وجرينلاند وما حولها. يعتبر الدب القطبي أكبر ثدييات اليابسة اللاحمة حاليا، ويُصنف مع دب كودياك (Ursus arctos middendorffi، أحد سلالات الدب البني) على أنهما أكبر الدببة بلا منازع. يزن ذكر الدب القطبي البالغ ما بين 400 و 680 كيلوغرام (880–1,500 رطلا)، بينما تصل الأنثى لنصف هذا الحجم. على الرغم من أن هذه الحيوانات تعتبر قريبة للدببة البنية، إلا أنها طوّرت نمطا حياتيّا أضيق بكثير من ذاك الخاص بأقاربها، حيث أصبح الكثير من خصائصها الجسدية متأقلما مع الحياة في بيئة منخفضة الحرارة، وللمشي على الثلج، الجليد، السباحة في المياه المفتوحة، وصيد الفقمات التي تشكل أغلبية حميتها. على الرغم من أن معظم الدببة القطبية تولد على البر، إلا أنها تمضي معظم وقتها بالبحر، ومن هنا جاء اسمها العلمي الذي يعني «الدب البحري»، كما وتصطاد باستمرار على الجليد البحري، حيث تمضي أغلب العام.
يُصنّف الدب القطبي على أنه مهدد بالانقراض بدرجة دنيا، حيث أن 5 جمهرات من أصل 19 تعتبر في طور التراجع حاليا. أدّى الصيد الجائر خلال عقود كثيرة من الزمن إلى ازدياد الخوف العالمي حول مستقبل هذا النوع؛ إلا أن جمهراته أظهرت تعافيا وازديادا في أعداد أفرادها بعد أن فرضت قوانين صارمة لحمايته في أكثر البلدان التي يقطنها. كان الدب القطبي رمزا أساسيّا في الحياة الماديّة، الروحيّة، والثقافيّة لشعوب القطب الشمالي الأصليون على مدى آلاف السنين، ولا يزال صيد الدببة القطبية يعتبر من أهم المظاهر في حضاراتهم حتى اليوم.
يضع الاتحاد العالمي للحفاظ على الطبيعة ظاهرة الاحتباس الحراري في المرتبة الأولى ضمن قائمة الأسباب المؤدية لتراجع أعداد الدببة القطبية، إذ أن ذوبان مسكنها المتمثل بصفائح الجليد البحرية يجعل من الصعب عليها اصطياد ما يكفيها من الطرائد. يقول الباحثون التابعون للاتحاد إذا «استمرت درجة حرارة العالم بالارتفاع على هذا المنوال فإن الدب القطبي قد ينقرض خلال 100 سنة». وفي 14 مايو 2008، وضعت وزارة الداخل الأميركية الدب القطبي ضمن قائمة الحيوانات المهددة وفق قانون الأنواع المهددة.

## أصل التسمية
كان المستكشف والضابط في البحرية الإنكليزية قسطنتين جون فيبس أول من وصف الدب القطبي على أنه نوع مستقل بذاته، واختار له الاسم العلمي Ursus maritimus الذي يعني حرفيا «الدب البحري» باللاتينية، بعد أن لاحظ أن الحيوان يقضي معظم وقته في المياه. وفي اللغة العربية فإن اسم هذه الحيوانات ترجمة حرفية لاسمها الإنكليزي "Polar bear" والفرنسي "Ours polaire" وفي بعض الأحيان تسمّى «الدب الأبيض» وهي ترجمة أخرى لاسم هذا الدب الثاني باللغة الفرنسية "Ours blanc"، وهو اسم أقل شيوعًا في اللغات الأخرى. يدعو شعب الإنويت الدب القطبي نانوك، ويُسمّى بلغة الشوكشي أومكا، أما في الروسية فيُسمى عادة بيلاي مدفيد، أي الدب الأبيض (بالروسية: Белый Медведь) على الرغم من أن اسم أكثر قدما لا يزال يُطلق على هذه الحيوانات وهو أوشكوي (بالروسية:  Ошкуй) الذي يجد أصله في كلمة من لغة الكومي وهي أوسكي بمعنى «دب». كان يعتقد في السابق أن الدب القطبي يمثل جنسا خاصا به، وهو جنس الدب البحري (باللاتينية:Thalarctos)، إلا أن الدلائل التي أظهرت وجود أفراد هجينة بين هذه الحيوانات والدببة البنية، بالإضافة للدراسات التي أوضحت أن الدب القطبي انفصل منذ فترة حديثة نسبيّا عن الدببة البنية ليشكل نوعا منفردا، جعلت من هذا الاعتقاد خاطئ، وبالتالي فإن الاسم العلمي لهذه الحيوانات يبقى Ursus maritimus كما اقترح فيبس في البداية.

## أصل النوع وتطوّره

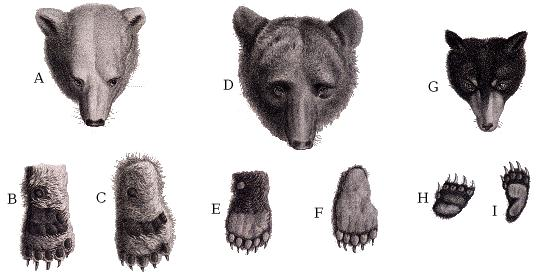
رسم يظهر الاختلافات بين وجه وقوائم الدب القطبي (A)، الدب البني (B)، والدب الأسود الأميركي (C).

يفترض العلماء أن فصيلة الدبيات انشقت عن باقي فصائل اللواحم منذ حوالي 38 مليون سنة، ومنذ قرابة 4.2 مليون سنة برزت تحت فصيلة الدببة الحقيقية (باللاتينية: Ursinae). انفصل الدب القطبي عن الدب البني (Ursus arctos) منذ حوالي 200,000 سنة كما يظهر من سجلات المستحثات ودراسات الحمض النووي. يبلغ عمر أقدم أحفور معروف لدب قطبي أقل من 100,000 عام، وتظهر المستحثات أنه منذ ما بين عشرة إلى عشرين ألف سنة مضت، تغيّر شكل أضراس الدببة القطبية بشكل واضح عن أضراس الدببة البنية. يُعتقد أن الدببة القطبية تحدرت من مجموعة من الدببة البنية انعزلت عن غيرها من المجموعات خلال فترة من الفترات الجليديّة العظمى خلال العصر الحديث الأقرب.

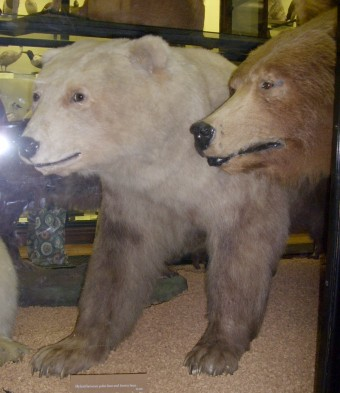
هجين دب بني ودب قطبي محنط في متحف روثتشايلد، ترينغ، إنكلترا.

أظهرت الدراسات الوراثيّة مؤخرا أن بعض الفروع الحيوية للدب البني تعتبر أقرب إلى الدب القطبي منها إلى دببة بنية أخرى، مما يعني أن الدب القطبي ليس نوعا حقيقا وفقا لما يراه البعض من الشرّاح. وبالإضافة لذلك، فإن الدببة القطبية قادرة على التناسل مع الدببة البنية لتنتج أفراد هجينة غير عقيمة، مما يدل على أن النوعين انفصلا منذ فترة قصيرة نسبيا عن بعضهما ولا يزالا متماثلان من الناحية الوراثية. إلا أنه وبسبب عدم مقدرة أي من النوعين على عيش نمط حياة النوع الأخر، بالإضافة لاختلاف التشكل لكل منهما، الأيض، السلوك الاجتماعي، الحمية، وغيرها من الأنماط الظاهرية، فإن كل منهما يصنّف على أنه نوع مستقل بذاته.
وفي مايو 2006 أثبتت اختبارات الحمض الريبي النووي منقوص الأوكسجين أن دبا أبيض قتل في كندا على فروته بقع بنية هو أول دب هجين من تزاوج دببة قطبية ودببة بنية في البراري ويعتقد العلماء أن الدب القتيل كان سليل أب بني وأم قطبية وتعتبر هذه الحادثة أول تزاوج موثق بين دبين قطبي وبني بريين حيث حتى تلك اللحظة لم تكن هناك وجود للدببة الهجينة من أبوين بني وقطبي إلا في حدائق الحيوان ويعود سبب ذلك إلى أنه من النادر جدا أن يلتقي هذان النوعان ولكن ارتفاع درجات الحرارة في المنطقة القطبية جعل هذا اللقاء ممكنا بسبب مغامرة الدبب القطبية بالعبور إلى مناطق الدب البني والعكس لقلة مصادر الطعام. يقترح البعض إطلاق اسم الدب البنقطبي على الهجين وآخرون اقترحوا اسم نانولاك وهو اسم يجمع بين اسمي الدب القطبي والبني عند مواطني الإنويت في كندا.
صُنّفت سلالتين من الدب القطبي عندما تمّ توثيق وجوده للمرة الأولى، وهاتين السلالتين هما: السلالة البحريّة ( Ursus maritimus maritimus) التي صنفها مكتشف النوع نفسه، قسطنتين جون فيبس، عام 1774 والسلالة البحراويّة (Ursus maritimus marinus) التي صنفها عالم الحيوان الألماني بيتر سيمون بالاس عام 1776، إلا أن هذا التصنيف مرفوض اليوم ولا يؤخذ به، وبالتالي فإن الدب القطبي يعتبر حاليا أنه يشكل سلالة واحدة. إلا أنه تمّ العثور على مستحثات لسلالة منقرضة من هذه الدببة أطلق عليها اسم السلالة الطاغية (Ursus maritimus tyrannus) وهي تعتبر إحدى الدببة القطبية الأوائل التي كانت قد تحدرت لتوها من الدببة البنية، قبل أن تنقرض قبل نهاية العصر الحديث الأقرب. تظهر هذه السلالة بأنها كانت أكبر من أفراد السلالة الحية اليوم.

## انتشار النوع وجمهراته

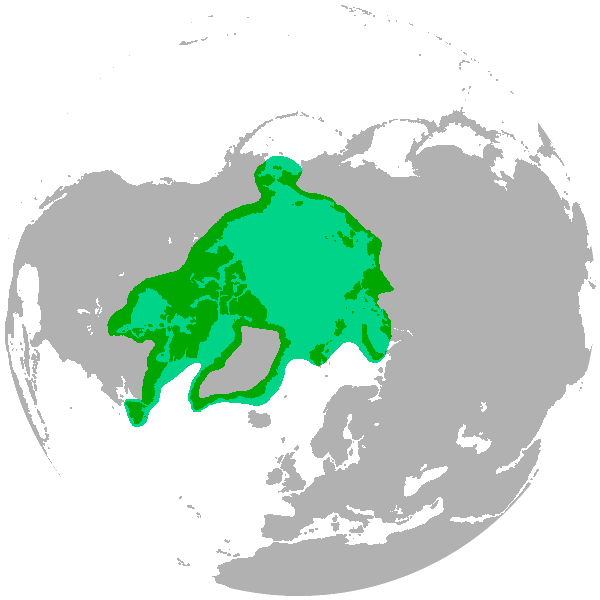
الدائرة القطبية الشمالية، الموطن الكامل للدب القطبي.

يتواجد الدب القطبي عبر المحيط المتجمد الشمالي بأكمله، وكذلك في البحار المجاورة، ولا تزال هذه الحيوانات تحتفظ بالأغلبية الساحقة من موطنها أكثر من أي نوع أخر من اللواحم، وذلك عائد إلى بعد موطنها ونأيه لدرجة تمنع البشر من القيام بأي نشاطات فيه. تعتبر الدببة القطبية نادرة شمالي خط العرض 88°، إلا أن هناك دليل على أنها تنتشر عبر القطب الشمالي بكامله، وصولا حتى خليج جايمس في كندا جنوبا، وفي بعض الأحيان يمكنها أن تنجرف لمسافات شاسعة على الجليد البحري المتكسر، وقد وردت بعض المشاهدات القصصيّة التي تفيد برؤية دببة قطبية في منطقة برليفاغ على البر النرويجي، وجزر الكوريل في بحر أوخوتسك. يصعب تقدير عدد الجمهرة العالمية لهذه الحيوانات بما أن معظم موطنها لم يتم دراسته بشكل واضح وكامل، إلا أن علماء الأحياء يقدرون وفقا لبعض الدراسات الأولية أن عدد الجمهرة العالمية يتراوح بين 20,000 و25,000 دب قطبي.
هناك 19 جمهرة معترف بها من الدب القطبي، وتظهر كل واحدة منها تفضيلا موسميّا لمناطق معينة، إلا أن الدراسات التي أجريت على حمضها النووي أظهرت أنها غير معزولة كليّا عن بعضها البعض، حيث ظهر بأنها تتناسل فيما بينها. يعيش في أميركا الشمالية 13 جمهرة تنتشر من بحر بيوفورت جنوبا حتى خليج هدسون، وشرقا حتى خليج بفن غربي جرينلاند، وتشكّل هذه الجمهرات ما نسبته 70% من جمهرة الدب القطبي العالمية. أما الجمهرة الأوراسية فتعدّ مقسمة ومشتتة عبر شرق جرينلاند، بحر بارنتس، بحر كارا، بحر لابتف، وبحر شوكشي، على الرغم من عدم توافر معطيات كافية حول بنية هذه الجمهرات بسبب ندرة المعلومات التي تم الحصول عليها عن طريق أسلوب «التعليم وأعادة الأسر» وهو أسلوب يتمثل بأسر الحيوانات، تعليمها بشكل معين، ومن ثم أسرها من جديد بعد مدة خلال القيام بالإحصائات، وهكذا يمكن معرفة عددها في المنطقة المحددة عن طريق تمييز كل منها بالعلامة الموضوعة له.
يشمل موطن الدب القطبي الأراضي الخاضعة لسيادة خمسة دول وهي: الدنمارك (جرينلاند)، النروج (سفالبارد)، روسيا، الولايات المتحدة (ألاسكا)، وكندا. قامت جميع هذه الدول عام 1973 بالتوقيع على اتفاقية أطلق عليها اسم الاتفاقية الدولية للحفاظ على الدببة القطبية، وهي تهدف إلى التعاون على القيام بالدراسات اللازمة وبذل الجهود الكافية للحفاظ على هذه الحيوانات عبر موطنها بأكمله.

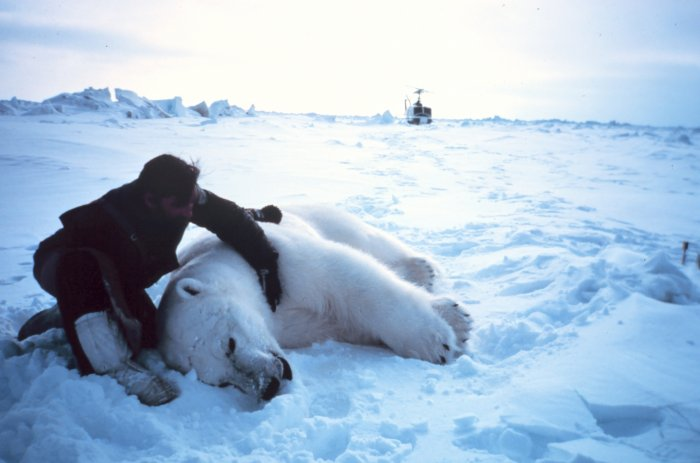
دب قطبي مخدّر، وتبدو المروحية التي أطلق عليه سهم التخدير منها في الخلفية.

إن التقنيات الحديثة المستخدمة لتقفي أثر الدببة القطبية في البرية لم تُطبق إلا منذ أواسط ثمانينات القرن العشرين، وهي تعتبر غالية جدا كي يُصار إلى تطبيقها باستمرار على مجال شاسع من الأراضي. يعتمد معظم العلماء حاليا على الطيران بمروحيّة إلى أن يعثروا على ضالتهم حيث يقومون بتخدير الحيوان ومن ثم تزويده بعلامة معينة أو بطوق إرسال، وتعتبر هذه الطريقة أكثر الطرائق المؤمنة لأكثر الإحصائيات دقة. أفاد بعض الإنويت في نونافوت أن الدببة القطبية أصبحت أكثر شيوعا حول المستوطنات البشرية في السنوات القليلة الماضية، مما أدّى للاعتقاد بأن جمهرتها في تلك المنطقة تزداد، إلا أن العلماء قاموا بالرد على هذا القول بأن الدببة قد يدفعها جوعها إلى التجمع حول المستوطنات البشرية بأعداد كبيرة كي تقتات على القمامة وما يتركه الناس خارج منازلهم من أسماك وأطعمة أخرى، وهذا يجعل البشر يتوهمون أن أعداد الدببة في تزايد. يقول الأفراد المتخصصون في مجموعة الدب القطبي بالاتحاد العالمي للحفاظ على الطبيعة أن «تقدير أعداد الأفراد في جمهرات الدب القطبي لا يجب أن يتم بشكل منفرد، أو على أساس المعرفة التقليدية بالبيئة المحلية، دون أن يكون هناك دراسات علمية تدعمه». من بين الجمهرات التسعة عشر المعترف بها للدب القطبي، فإن 5 منها تعتبر في طور التراجع، 5 حالتها مستقرة، 2 تتزايد أعدادها، و7 لا تتوافر بشانها معطيات كافية.

## المسكن

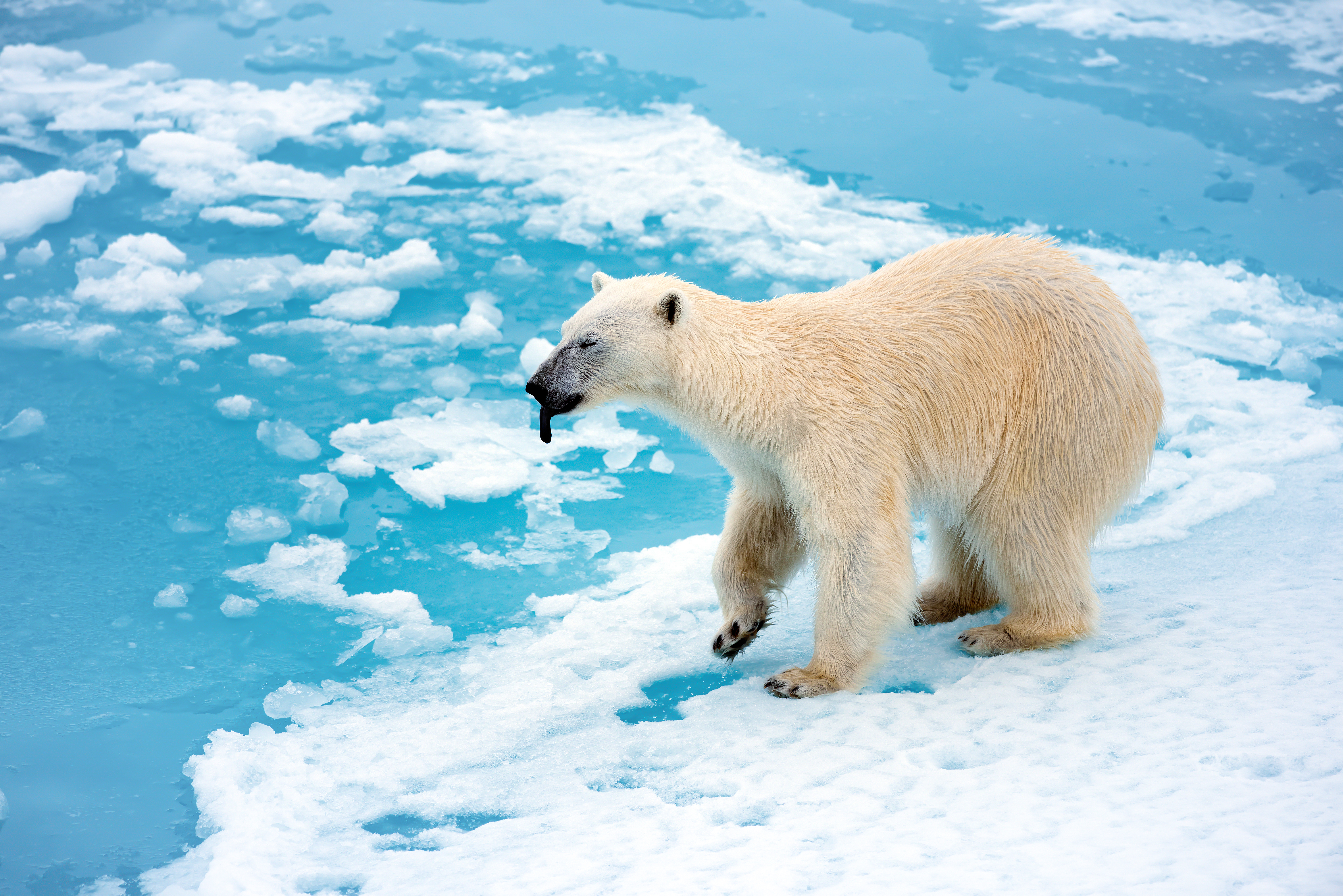
دب قطبي على صفيحة جليديّة في أرخبيل فرنسوا جوزيف.

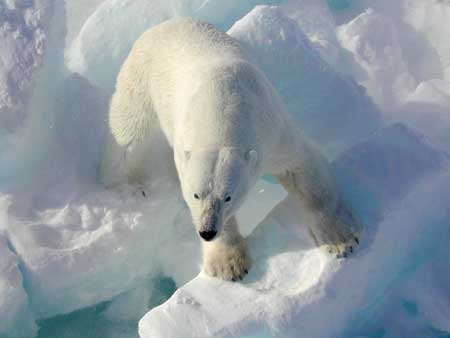
تعتمد الدببة القطبية على الجليد البحري كمنصة لتصطاد منها الفقمات.

تعتبر الدببة القطبية ثدييات بحرية غالبا، وذلك لأنها تمضي عدّة أشهر من السنة في عرض البحر. يعتبر الجليد البحري السنوي الذي يغطي المياه فوق الصفيحة القارية، وأرخبيل الجزر القطبية، المسكن المفضل لهذه الحيوانات. تعرف هذه المناطق «بحلقة الحياة القطبية» وهي أكثر غنى بالكائنات الحية بالمقارنة مع المياه العميقة لأقصى القطب الشمالي. يميل الدب القطبي إلى زيارة المناطق التي يلتقي بها الجليد بالبحر باستمرار، مثل المجمعات المائية المؤقتة التي تنشأ إثر ذوبان الجليد، وذلك كي يصطاد الفقمات التي تشكل أغلبية حميته، وبالتالي فإن هذه الحيوانات يمكن العثور عليها على محيط الصفائح الجليدية القطبية، عوضا عن الحوض القطبي بالقرب من القطب الشمالي حيث تقل كثافة الفقمات.
يحوي الجليد السنوي كميات كبيرة من المياه تذوب وتتبخر ثم تعود للتجمد وفقا لتغير الفصول، وتهاجر الفقمات استجابة لهذه التغيرات، فيكون على الدببة القطبية بالتالي أن تلاحقها. وفي خليجيّ هدسون وجايمس وبعض المناطق الأخرى، يذوب الجليد كليّا خلال الصيف (وهو حدث يُطلق عليه «تفكك الكتل الجليدية الطافية»، بالإنكليزية: ice-floe breakup)، مما يدفع الدببة إلى دخول البر الرئيسي والانتظار إلى أن يتجمد البحر من جديد. وفي بحار شوكوشي وبيوفورت، تتجه الدببة القطبية شمالا كل صيف نحو الصفائح الجليدية التي تبقى على حالها طيلة أيام السنة.

## السلوك والخواص الأحيائية

### الصفات الجسدية

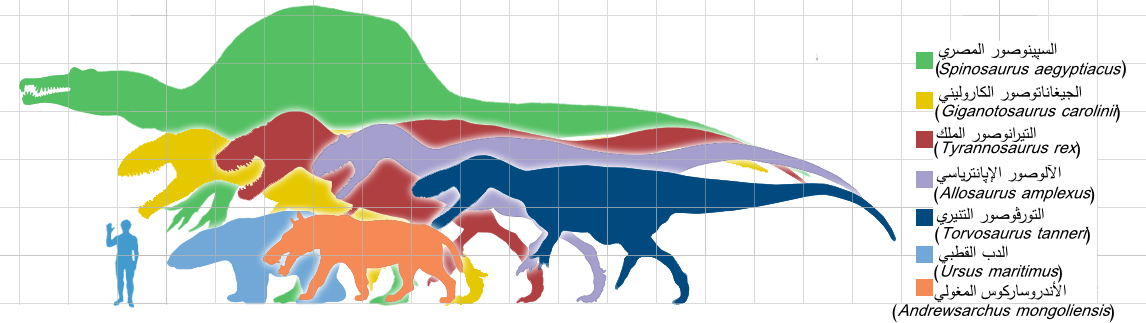
رسم بياني يظهر مقاييس أكبر أنواع اللواحم الأرضية عبر مر العصور، بما فيها الدب القطبي.

الدب القطبي هو أكبر اللواحم التي تعيش على اليابسة حاليّا، حيث يبلغ حجمه ضعف حجم الببر السيبيري، ويشارك الدب القطبي هذا اللقب دب كودياك، وهو إحدى سلالات الدب البني القارت والتي تتواجد في ألاسكا. يتراوح وزن الذكر القطبي البالغ بين 352 و680 كيلوغرام (780–1,500 رطل) ويصل في طوله لما بين 2.4 و3 أمتار (7.9–9.8 أقدام)، أما الإناث البالغة فيصل حجمها لنصف حجم الذكر حيث تزن عادةً بين 150 و249 كيلوغراما (330–550 رطلا) ويصل طولها لما بين 1.8 و2.4 أمتار (5.9–7.9 أقدام)، إلا أن وزنها يمكن أن يصل إلى 499 كجم (1,100 رطل) عندما تكون حاملا. يعتبر الدب القطبي أحد أكثر الثدييات التي تظهر تفاوتا جنسيّا بارزا للعيان، حيث لا يفوقه بذلك سوى الفقمات الأذناء (أسود البحر وفقمات الفراء). وصل وزن أكبر دب قطبي تمّ التبليغ عنه إلى 1,002 كجم (2,210 أرطال) كما يُزعم، وكان هذا الدب ذكرا قُتل في مضيق كوتزيبو بشمال غرب ألاسكا عام 1960.

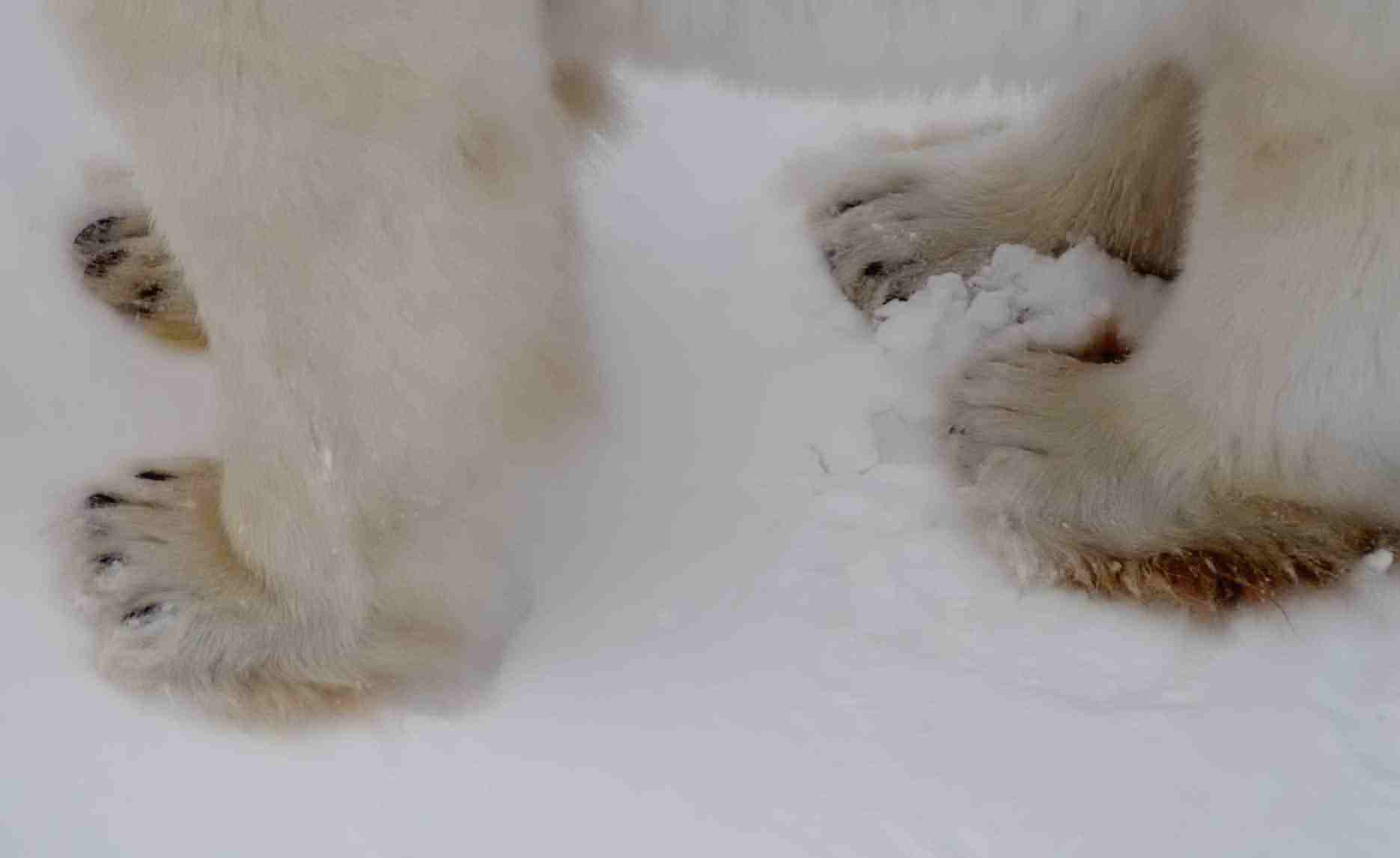
تُعد قوائم الدب القطبي الكبيرة وأكفّه القصير المكتنزة تأقلمات جسدية مع بيئته، لاحظ شكلها المفلطح الذي يساعد الحيوان في المشي على الثلج.

عند مقارنة الدب القطبي مع أقرب حيوان له، الدب البني، يظهر بأنه يمتلك بنية جسدية أطول، بالإضافة لجمجمة ورأس أكثر طولا، كما يمتلك قوائم قصيرة وأكثر امتلاءً بالإضافة لأذنين وذيل صغيرة، كما توضح قاعدة ألن بالنسبة للحيوانات الشمالية. وعلى الرغم من قصر قوائم الدب القطبي إلا أنها ضخمة جدا وذلك كي يتوزع ثقل الحيوان عليها أثناء سيره على الثلج أو الجليد الرقيق، ولمساعدته على التجذيف عند السباحة؛ وقد يبلغ عرض القائمة 36 سنتيمتر (12 إنش) عند الفرد البالغ. إن باطن القدم عند هذه الحيوانات مغطى بحليمات صغيرة ناعمة تؤمن لها الثبات على الجليد. تعتبر مخالب الدب القطبي قصيرة مكتنزة بالمقارنة مع مخالب الدب البني، ولعلّ السبب في ذلك يعود إلى أن الأول يحتاج إلى التمسك بالجليد وبفرائس أضخم من تلك التي يقتات عليها قريبه، وتأخذ المخالب شكل المغرفة على قسمها السفلي، وذلك كي تساعد الحيوان على الحفر في الجليد والثلج القاسي. تنتشر شائعة على الإنترنت مفادها أن جميع الدببة القطبية عسراويّة، إلا أنه ليس هناك من أي دليل علمي يؤكد هذا الكلام. يندر أن يفوق وزن الدببة القطبية معدله الطبيعي في حدائق الحيوانات، على العكس من الدببة البنية، ويرجع ذلك على الأرجح إلى درجات الحرارة المرتفعة في معظم الحدائق. يمتلك الدب القطبي 42 سنّا تعكس عاداته في الاقتيات على اللحم، وتكون أضراس هذه الحيوانات أكثر صغرا وتثليما من أضراس الدب البني، كما تكون الأنياب أكبر وأكثر حدّة.

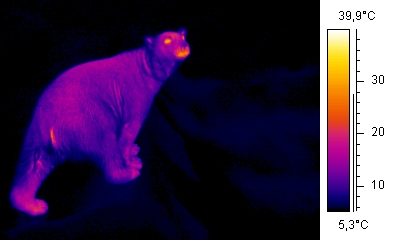
صورة حرارية لدب قطبي تظهر درجة عزلها عن الحرارة الخارجية.

تعتبر الدببة القطبية معزولة عن حرارة بيئتها الباردة بواسطة طبقة الشحم التي تمتلكها وتبلغ سماكتها 10 سنتيمترات (3.9 إنشات)، بالإضافة لجلدها وفرائها؛ وبالتالي فإن هذه الحيوانات يمكن أن ترتفع درجة حرارة جسدها بحال فاقت الحرارة الخارجية 10 °سيلزيوس (50 °فهرنهايت)، كما تكون خفيّة تقريبا عند تصويرها بالأشعة تحت الحمراء. يتألف فراء الدب القطبي من طبقة من الفراء التحتي الكثيف وطبقة خارجيّة من الشعر الأولي الذي يظهر لونه بأنه يتراوح بين الأبيض والأسمر، إلا أنه شفاف في الواقع،، وفراء الدب لا يوفر له العزل الحرارى فحسب، ولكن شعيرات الفراء تمثل مجموعة هائلة من الألياف الضوئية التي تمتص الاشعة فوق البنفسجية، ولذا يظهر هذا الفراء أبيض اللون لأن الضوء المرئى ينعكس على الأسطح الداخلية لهذه الشعيرات المجوفة الشفافة، ويمتص الجلد نفسه كل ما يصل إليه من أشعة ولذلك فهو أسود اللون ويتراوح طول الشعر الأولي بين 5 و15 سنتيمتر (2.0–5.9 إنشات) على معظم أنحاء الجسد. تطرح الدببة القطبية كسوتها الشتوية تدريجيا خلال الفترة الممتدة من شهر مايو حتى أغسطس، إلا أنها على العكس من الثدييات القطبية الأخرى لا تستبدل معطفها الشتوي الناصع البياض بمعطف صيفي داكن ليساعدها على التمويه خلال فصل الصيف. كان يُعتقد أن الشعيرات الأوليّة المجوفة لكسوة الدب القطبي تلعب دور أوعية ليفيّة بصريّة توصل الضوء إلى الجلد الأسود للدب حيث يمتصه؛ إلا أن هذه النظرية ترفضها اليوم الدراسات الحديثة.

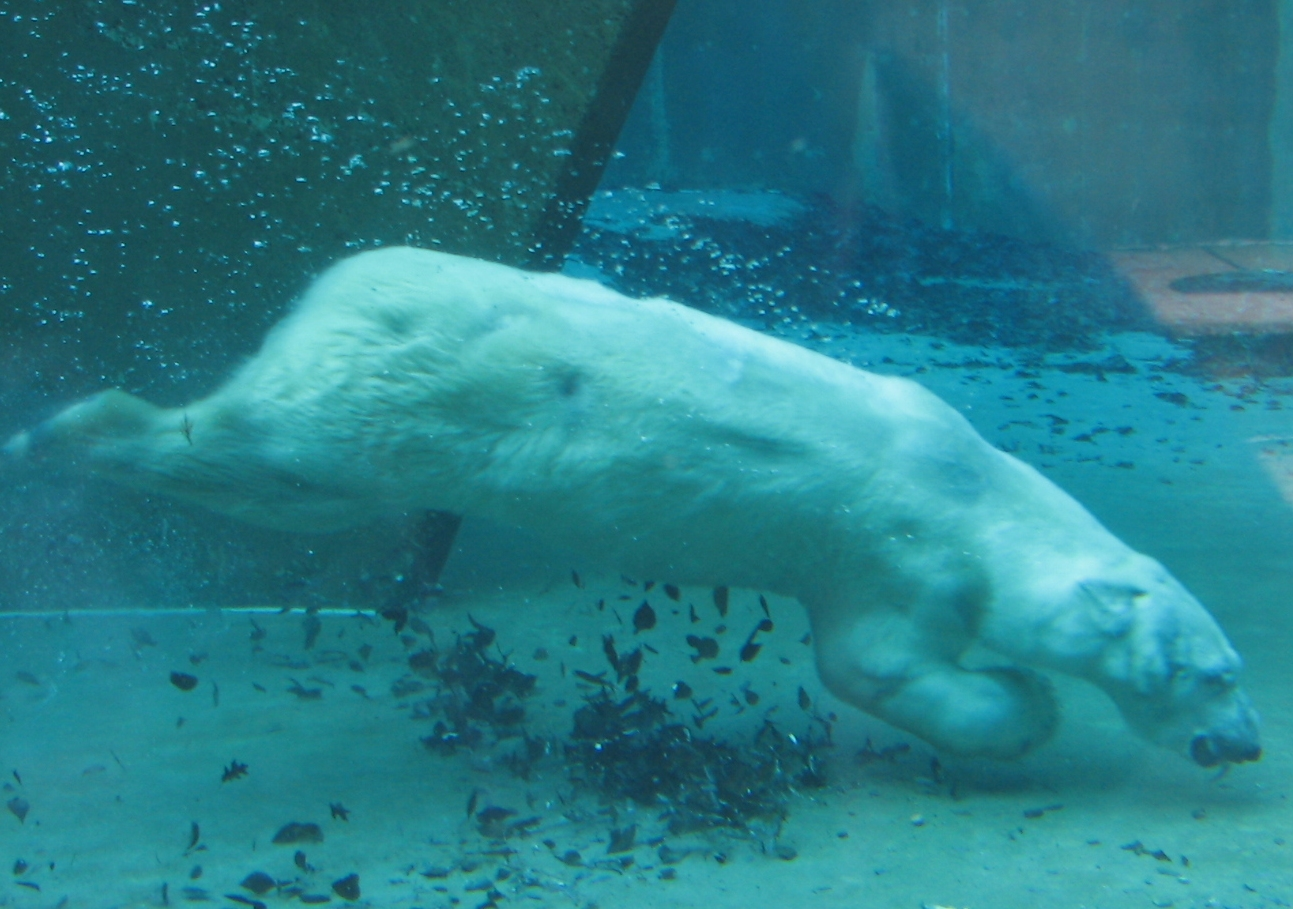
دب قطبي غائص في معرضه المائي.

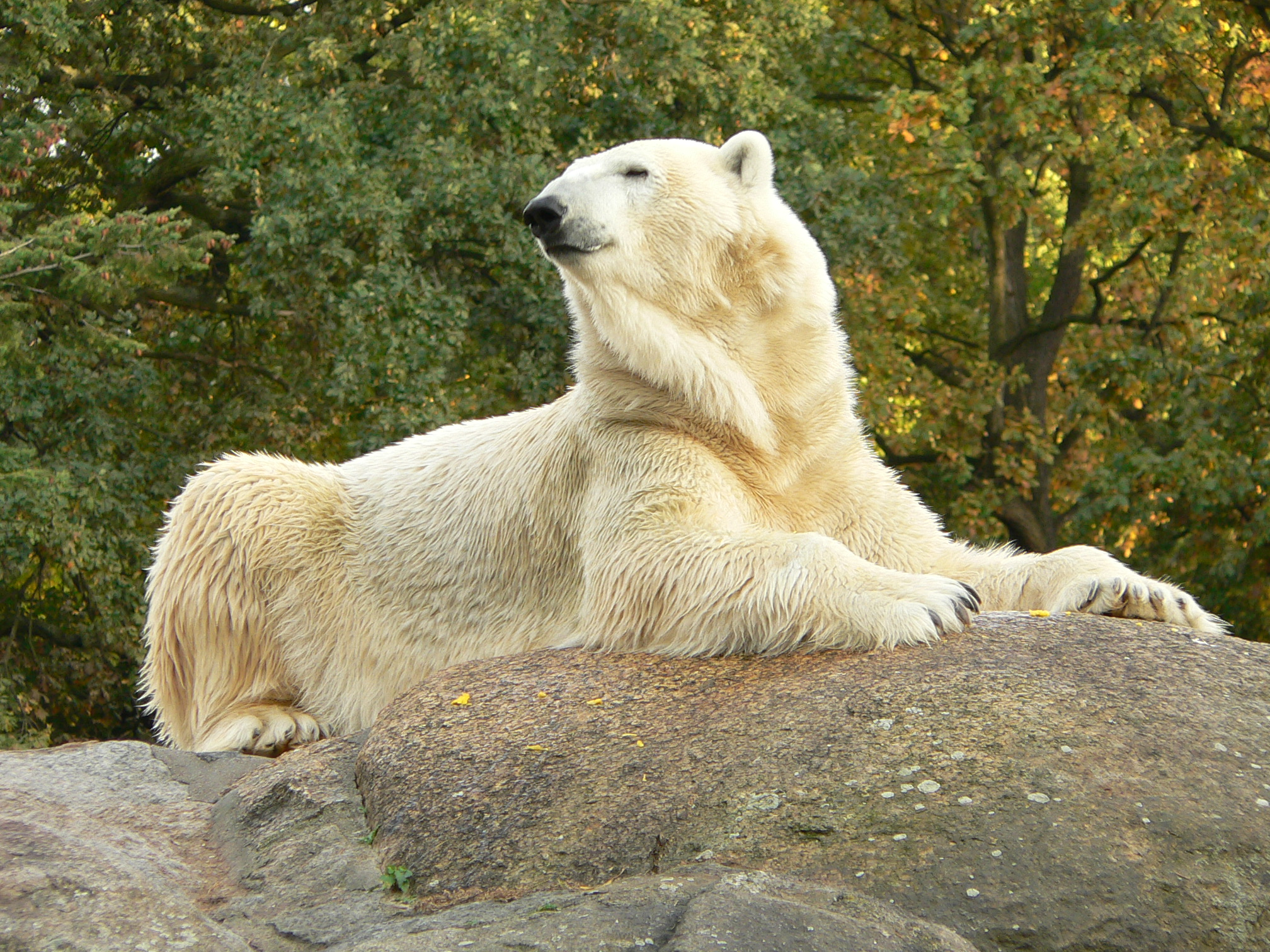
دب قطبي في حديقة حيوانات برلين، لاحظ لون كسوته الضارب إلى الصفار بسبب تقدمه بالسن.

يتحول لون كسوة الدب القطبي البيضاء إلى الإصفرار عند تقدم الحيوان بالسن، وعندما يٌحتفظ بهذه الدببة في ظروف دافئة ورطبة، فإن فرائها قد يتحول لونه إلى الأخضر الباهت بسبب نمو الأشنيات بداخل الشعيرات الأولية. تمتلك الذكور شعيرات أكثر طولا على قوائمها الأمامية من الإناث، وهي تزداد في طولها حتى يبلغ الدب 14 عاما. يُعتقد بأن الشعر الزخرفي للقوائم الأمامية للذكر يجتذب الإناث، وهو بهذا يؤدي نفس وظيفة اللبدة عند الأسد الذكر.
يمتلك الدب القطبي حاسة شم متطورة للغاية، فهو قادر على تحديد موقع فقمة على بعد 1.6 كيلومتر (ميل واحد) وهي مدفونة تحت 3 أقدام من الثلج (0.91 أمتار)، أما حاسة سمعه فتماثل دقة سمع الإنسان، وتعتبر حاسة نظره جيدة بالنسبة للمسافات البعيدة.
يعتبر الدب القطبي سبّاح ماهر، فقد شوهدت أفراد منه في المياه القطبية المفتوحة على بعد 320 كيلومتر (200 ميل) من اليابسة. تسبح هذه الدببة باستخدام أسلوب «تجذيف الكلاب» (أي الاستلقاء على بطنها واستخدام يديها وقوائمها بداخل الماء دون أن تخرجها)، حيث يؤمن لها شحمها العوم وتدفع نفسها بالماء بواسطة أكفها الكبيرة الأمامية. تستطيع الدببة القطبية أن تسبح بسرعة ستة أميال في الساعة، وعندما تخطو هذه الحيوانات على البر فهي تميل لأن تمشي بتثاقل وتحافظ على سرعة يبلغ متوسطها حوالي 5.5 كيلومترات بالساعة (3.5 أميال بالساعة).

### السبات الشتوي والصيام
تنشط الدببة القطبية على مدار السنة، باستثناء الإناث الحوامل، على الرغم من أنها تمتلك في دمها عامل لاوظيفي لاستقراء السبات. تعتبر الدببة القطبية، على العكس من الدببة البنية والدببة السوداء، قادرة على الصيام لعدّة شهور تمتد من أواخر الصيف لأوائل الخريف، عندما لا تعود قادرة على صيد الفقمات بسبب ذوبان جليد البحر.

### الصيد والحمية

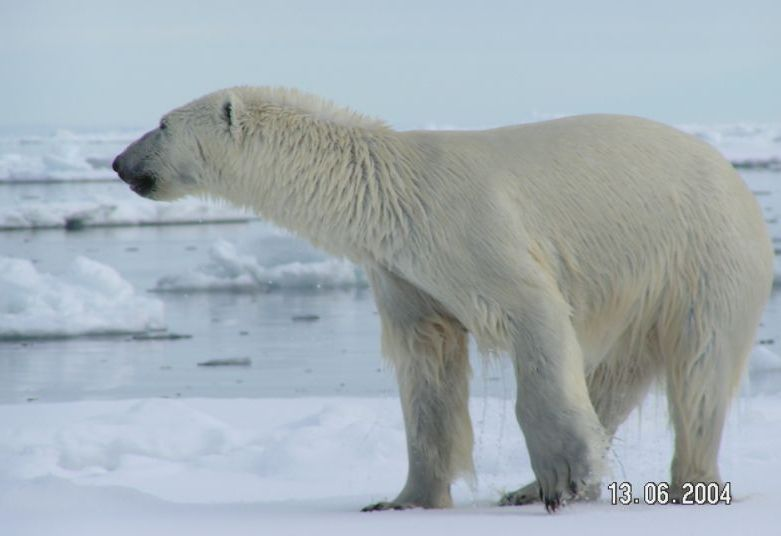
إن خطم وعنق الدب القطبي الطويلين يساعدانه في البحث عن الفقمات بفتحات الجليد العميقة، بينما تمكنه قوائمه الخلفية القوية من سحب طريدته الضخمة.

يعتبر الدب القطبي اللاحم الحقيقي الوحيد في فصيلة الدبيات، إذ أن جميع أنواع الدببة الأخرى تقتات على النبات أيضا بشكل مكثف، أما الدب القطبي فتشكل اللحوم أكثر حميته. يستوطن القطب الشمالي الملايين من الفقمات، التي تتحول طرائدا للدب القطبي عندما تخرج رأسها من إحدى الفتحات بالجليد كي تتنفس، أو عندما تخرج من المياه حتى تستريح. تشكل الفقمات الملتحية والمطوقة أغلبية حمية الدب القطبي، الذي يصطادها عند نقطة التقاء الجليد بالماء والهواء، أي المناطق حيث تستريح الفقمة بالقرب من المياه على الجليد؛ ومن النادر أن يطارد الدب الفقمة ويمسك بها على البر أو في المياه المفتوحة.
تُعرف طريقة صيد الدب القطبي الأكثر شيوعا بالصيد الساكن، حيث يستخدم الدب حاسة شمه القويّة لتحديد موقع فتحة تنفس أحد الفقمات، ومن ثم يزحف بهدوء حتى يصل بالقرب منها ويقبع بانتظار إحدى الفقمات كي تظهر، وعندما تزفر الفقمة فإن الدب يشم رائحة أنفاسها، فيدخل كفه الأمامي إلى الحفرة ويسحب طريدته إلى الخارج. يقتل الدب القطبي طريدته عن طريق عض رأسها مما يؤدي لتحطيم جمجمتها، وتصطاد هذه الحيوانات كذلك الأمر عن طريق التسلل نحو الفقمات التي تستريح على الجليد، فما أن يبصر الدب إحدى الفقمات حتى يمشي نحوها لسافة 91 متر (100 ياردة)، ومن ثم ينخفض ويبدأ بالزحف نحوها، فإن لم تتنبه الفقمة فإنه يتسلل حتى ما بين 9.1 إلى 12 مترا (30 إلى 40 قدما) منها ثم يندفع نحوها فجأة. ومن طرق الصيد الأخرى أن يُغير الدب على وجار الولادة الذي تحفره إناث الفقمة في الثلج.

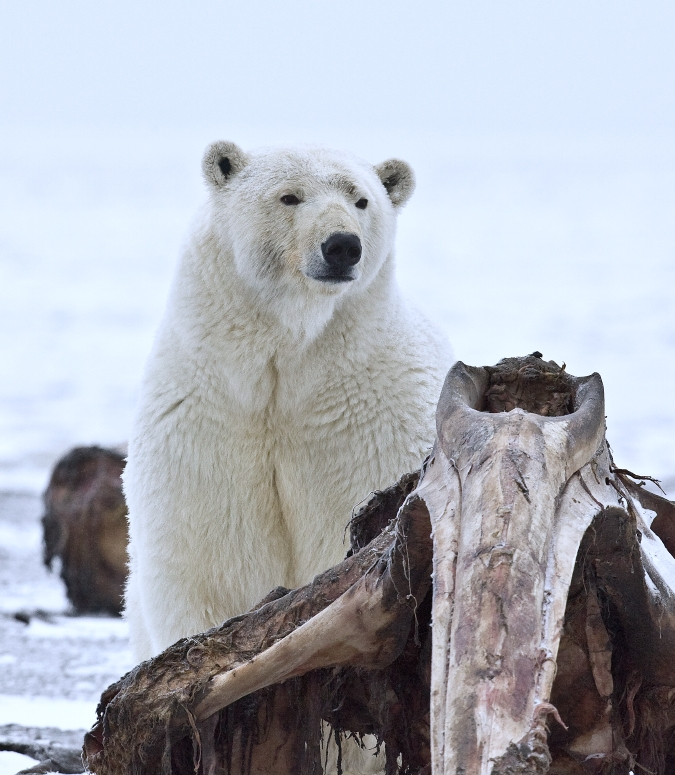
دب قطبي يقتات على جيفة حوت.

هناك أسطورة منتشرة بين الناس مفادها أن الدب القطبي يقوم بتغطية أنفه الأسود بكفّه أثناء عملية الصيد، ويقول العلماء أن هذا السلوك، إن حصل، فهو يظل نادرا — فعلى الرغم من أن هذه القصة موجودة تاريخيّا عند الشعوب الأصلية في المناطق التي يقطنها الدب القطبي، وقال بها بعض المستكشفون الأوائل، إلا أنه ليس هناك من تقارير مبنية على مشاهدات عينيّة لهذا السلوك خلال العقود الماضية.
تميل الدببة القطبية البالغة إلى الاقتيات على الجلد والشحم فقط من فريستها، أي الأجزاء الغنية بالسعرات الحرارية، وترك اللحم أو العضلات والأعضاء وهذا يؤدي إلى تقليل نسبة مادة اليوريا بالدم الذي يرتفع مع ازدياد نسبة اللحوم والبروتينات وبالتالي يكون هناك حاجة اقل لشرب الماء وتكون كمية الطاقة المخزونة من تناول الشحوم كافية لحفظ الدب القطبي لأيام طويلة. أما الدببة الأصغر سنا فتقتات على اللحم الأحمر الغني بالبروتين. يُعد تقميم ذبائح الدببة الأخرى مصدرا مهما من مصادر الغذاء عند الدببة شبه البالغة التي استقلت حديثا عن والدتها ولم تكتسب بعد مافيه الكفاية من الخبرة والقوة كي تتمكن من اصطياد الفقمات بنجاح. قد تضطر الدببة شبه البالغة أيضا إلى الرضاء بجيفة نصف مأكولة بحال قتلت فقمة ولم تقوى للدفاع عنها أمام دببة أكبر حجما. عادة ما يقوم الدب القطبي باصطياد فقمة مرة كل خمسة أيام. تقوم الدببة بغسل نفسها بالماء أو الثلج بعد أن تنتهي من الاقتيات.
الدب القطبي مفترس فائق القوة، فهو قادر على قتل فظ بالغ، على الرغم من أنه نادرا ما يحاول ذلك إذ أن الفظ قد يكون أثقل من الدب بحوالي الضعفين. تقتات الدببة القطبية أيضا على الحيتان البيضاء، عن طريق سحبها من فتحات تنفسها، وتماثل هذه الحيتان الفظ في الحجم ويواجه الدب في العادة ذات الصعوبة في إخضاعها. تستطيع معظم الحيوانات البريّة في القطب الشمالي ان تسبق الدب بحال طاردها بسبب ارتفاع درجة حرارة جسده بسرعة جرّاء العدو، وكذلك الأمر بالنسبة للحيوانات البحرية التي تسطيع أن تسبقه بالسباحة. يكمّل الدب القطبي حميته في بعض المناطق بعجول الفظ وجيف الأفراد البالغة منها والحيتان، حيث يقدم على الاقتيات على شحومها حتى ولو كانت متعفنة.

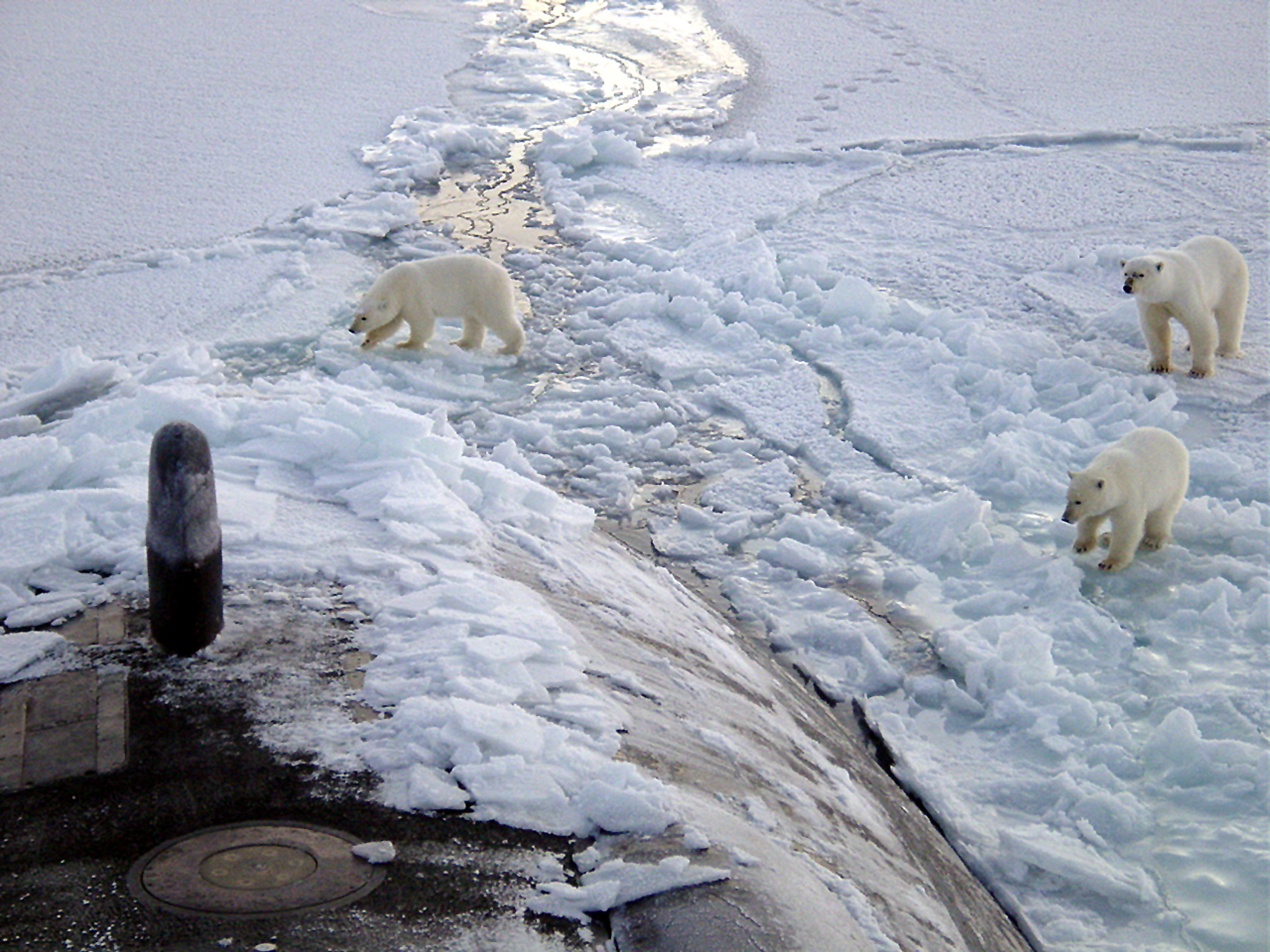
كون الدببة القطبية حيوانات فضولية فهي تتفقد أي شيء يمكن أن يثير اهتمامها، وهنا هي تتفقد الغواصة الأميركية المتجمدة يو إس إس هونولولو على بعد 450 كيلومتر (280 ميلا) من القطب الشمالي.

تعيش بعض جمهرات الدب القطبي بالاعتماد على مخزون الشحم لديها فقط على مدى عدّة شهور، عندما يذوب الجليد البحري خلال الصيف وأواخر الخريف. تمت رؤية الدببة القطبية أيضا وهي تقتات على أنواع كثيرة من الطعام في البرية، بما فيها أنواع ذات مصدر حيواني من شاكلة ثيران المسك، الرنة، الطيور، البيض، القوارض، المحار، السرطانات، والدببة القطبية الأخرى، وأنواع ذات مصدر نباتي مثل التوت، الجذور، والأعشاب البحرية، إلا أن شيئا من هذه الأنواع لا يُشكّل جزءاً أساسيّا من حميتها، إذ أن بنية الدببة القطبية أصبحت متخصصة وتتطلب استهلاك كميات هائلة من دهون الثدييات البحرية، وهي لا تستطيع الحصول على نفس المقدار من السعرات الحرارية عن طريق الاقتيات على أنواع من الطعام البري.
كونها حيوانات فضوليّة قمّامة، فإن الدببة القطبية تتحرى مكبات القمامة وتقتات على ما تعثر عليه هناك، وذلك في المناطق التي تحتك بها بالبشر. قد تحاول الدببة القطبية أن تقتات على أي شيء تقريبا يمكنها العثور عليه، بما في ذلك بعض المواد الخطرة مثل رغوة الإستيرين، البلاستيك، بطاريات السيارات، غليكول الإثيلين، السوائل الهيدروليكية، وزيت المحركات. أغلقت بلدة تشرشل بمحافظة مانيتوبا الكندية مكبّها عام 2006 لحماية الدببة من مخاطر التسمم، وعوضا عن ذلك أصبحت تعيد تصنيع نفاياتها أو تنقلها إلى مدينة تومبسون الواقعة بنفس المحافظة.

### السلوك

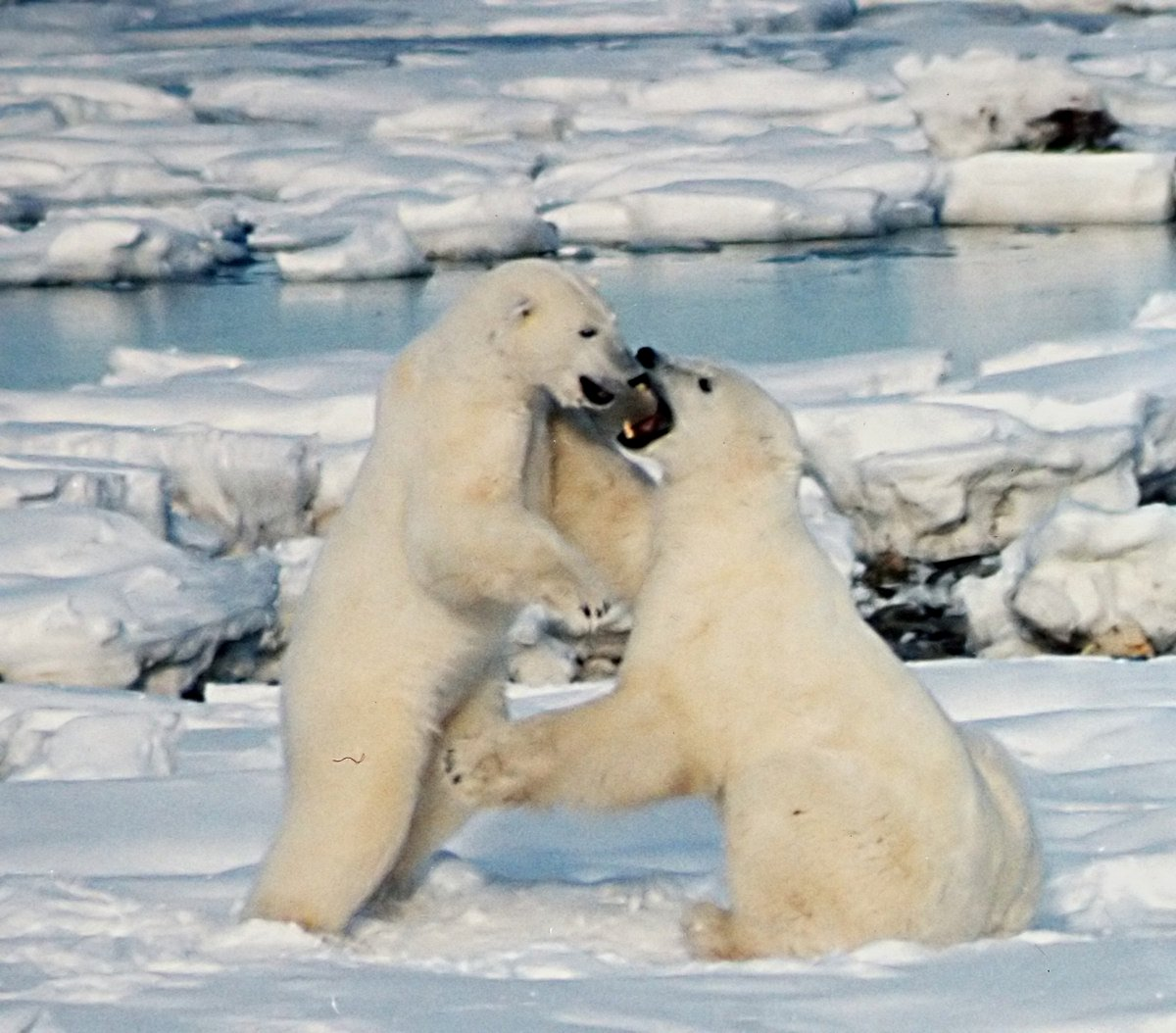
ذكران يافعان يتصارعان لهوًا، مما يساعدهما على شحذ مهاراتهما في القتال التي سيستعملانها في مواسم التزاوج لاحقا خلال حياتهما.

لا تعتبر الدببة القطبية حيوانات مناطقية، على العكس من الدببة البنية، وعلى الرغم من أنه يُعرف عنها شراستها النمطيّة، إلا أنها عادةً ما تكون حذرة عند أي مواجهة مع مصدر للخطر، حيث تُفضل غالبا أن تتراجع عوضا على أن تقاتل. من النادر أن تهاجم الدببة القطبية السمينة البشر إلا بحال تم اسفزازها بشكل كبير، أما الدببة الجائعة فإن سلوكها يصعب جدا التنبؤ به، ويُعرف عنها أنها هاجمت بشرا واقتاتت عليهم في بعض الأحيان. الدببة القطبية صيادة مختلسة، فهي تصطاد عن طريق التسلل والتربص، وعادة لا تشعر طريدتها بوجودها إلا بعد أن تهاجمها. إن هجوم الدببة القطبية على الإنسان غالبا ما يكون قاتلا وتهدف الحيوانات من وراءه إلى الصيد، على العكس من هجوم الدببة البنية التي تقوم بضرب الشخص الذي أمسكت به لفترة معينة وتركه وشأنه بحال لم يبد مقاومة، إلا أنه وبسبب الكثافة السكانية القليلة في القطب الشمالي، فإن وقوع هكذا مواجهات بين الدببة والبشر نادر إجمالا.
تعيش الدببة القطبية البالغة حياة انعزالية عادةً، إلا أنه تمت رؤيتها في بعض الأحيان وهي تلاعب بعضها لساعات طويلة وتنام متعانقة حتى، كما وصف عالم الحيوان المختص بدراسة الدببة القطبية، نيكيتا أوفسيانيكوف الذكور منها بأنها تمتلك «صداقات متطورة للغاية»، وتعتبر الدياسم لعوبة بشكل خاص. تقوم الذكور اليافعة كذلك الأمر باللعب مع بعضها عن طريق التظاهر بالقتال مما يساعد على شحذ مهاراتها وتطويرها لتستخدمها عندما ستتقاتل مع الذكور الأخرى للحصول على حقوق التناسل في مواسم التزاوج اللاحقة في حياتها.
ألتقط أحد المصورين، عام 1992، عدّة صور تعتبر اليوم من أكثر الصور تداولا وانتشارا لهذه الحيوانات، وهي تظهر دبا قطبيا يلاعب كلب إسكيمو كندي يبلغ عشر حجمه فقط. وكان الحيوانان يتصارعان لهوا كل عصر نهار على مدى عشرة أيام من دون سبب ظاهر، على الرغم من أنه يُحتمل أن يكون الدب يُحاول إظهار وديّته للكلب حتى يسمح له الأخير بمشاركته طعامه. يُتبر هذا النوع من التفاعل الاجتماعي نادر جدا؛ إذ أن الدببة القطبية غالبا ما تتصرف بعدائية تجاه الكلاب.

### التناسل ودورة الحياة

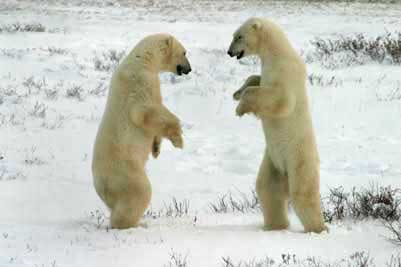
ذكرين بالغين يتقاتلان خلال موسم التزاوج لاكتساب حقوق التناسل.

تتودد الدببة القطبية لبعضها وتتزاوج على الجليد البحري خلال شهري أبريل ومايو، عندما تتجمع بأعداد كبيرة في أفضل مناطق صيد الفقمات. يتبع الذكر أثار الأنثى المتقبلة جنسيّا من على بعد 100 كيلومتر (62 ميلا) أو أكثر، وبعد أن يعثر عليها حتى يشتبك بقتال عنيف مع غيره من الذكور البالغة للحصول على حقوق التناسل، وقد تؤدي هذه المعارك غالبا إلى إصابة الدببة بندوب وتكسير أسنانها. الدببة القطبية حيوانات متعددة التزاوج، أي أن الفرد منها لا يكتفي بشريك واحد بل يتناسل مع عدد من الشركاء؛ وقد أظهرت الدراسات الوراثيّة التي أجريت على الإناث والدياسم مؤخرا، أن هناك بعض الحالات التي كانت فيها الصغار من نفس البطن تمتلك أباءً مختلفة. يبقى الزوج من الدببة القطبية مع بعضهما ويتجامعان باستمرار على مدى عشرة أيام؛ ويُعرف بأن الجماع يحث على الإباضة عند الأنثى.
تبقى البويضة المخصبة في حالة معلّقة بعد التزاوج حتى شهر أغسطس أو سبتمبر. وخلال هذه الشهور الأربعة، تأكل الأنثى الحامل كميات هائلة من الطعام فتكتسب 200 كيلوغرام على الأقل (440 رطلا)، وغالبا ما يزيد وزنها عن ضعفه.

#### في الجحر الأمومي ومراحل الحياة الأولى

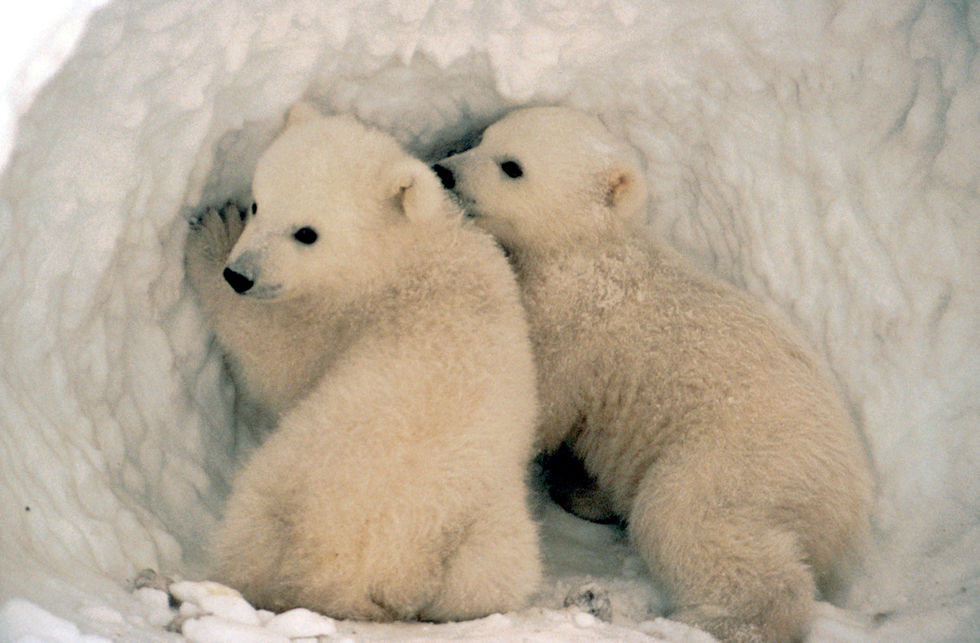
دياسم قطبية في المرحلة العمرية التي تكون بها قد خرجت لتوها من الجحر الأمومي.

تقوم جميع الإناث الحوامل، عند تفكك الصفائح الجليدية والقضاء بالتالي على فرص الصيد، بحفر جحر أمومي يتألف من مدخل ضيّق ونفق يؤدي إلى ثلاثة حجرات، وتُحفر معظم الجحور الأموميّة في الثلج المنجرف، إلا أنه يُمكن أن تُحفر أيضا في التربة المتجمدة إذا كانت لم تبلغ درجة معينة من البرودة بعد. تقع الجحور الأموميّة عند معظم الجمهرات على البر الرئيسي على بعد بضعة كيلومترات عن الشاطئ، وتميل الأفراد المنتمية لذات الجمهرة أن تستعمل نفس المناطق التي تحفر بها جحورها سنة بعد سنة، أما الدببة القطبية التي لا تحفر جحورها على البر فتقوم بحفرها في الجليد البحري. تدخل الدبة في الجحر بحالة من الهجع شبيهة بالسبات الشتوي، إلا أن هذه الحالة تختلف عن السبات الحقيقي بأنها لا تتألف من نوم مستمر؛ وخلالها ينخفض معدل نبضات قلب الدبة من 46 إلى 27 نبضة في الدقيقة، أما درجة حرارة جسدها فلا تنخفض كما يحصل مع الثدييات النمطية الأخرى التي تسبت شتويّا.

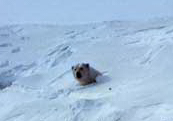
أنثى تخرج من جحرها الأمومي.

تولد الدياسم عمياء، مغطاة بفراء زغبي باهت، وتزن أقل من 0.9 كجم (2.0 رطل)، بين شهريّ نوفمبر وفبراير، ويتألف البطن في العادة من ديسمين فقط. تبقى العائلة مستقرة في جحرها حتى الفترة الممتدة بين أواسط فبراير وأواسط أبريل، وخلال هذه الفترة ترعى الأم صغارها وهي لا تزال صائمة، حيث ترضعها حليبها الغني بالدسم، مما يزيد من وزنها بشكل سريع، حتى أنه بحلول الوقت الذي تفتح به الأم مدخل الجحر لتخرج صغارها، يكون كل منها يزن ما بين 10 إلى 15 كيلوغرام (22 إلى 33 رطلا). تمضي العائلة فترة تتراوح بين 12 إلى 15 يوما خارج الجحر ولكن ضمن محيطه، تقوم الأم خلالها برعي النباتات ريثما تعتاد الدياسم على المشي واللعب، ومن ثم تصطحبهم إلى الجليد البحري الذي عاد وتشكّل مما يمكنها من صيد الفقمات مجددا. يُحتمل بأن تصوم الأم لفترة تقارب 8 أشهر، بالاعتماد على الوقت الذي تفككت فيه الصفائح الجليدية.

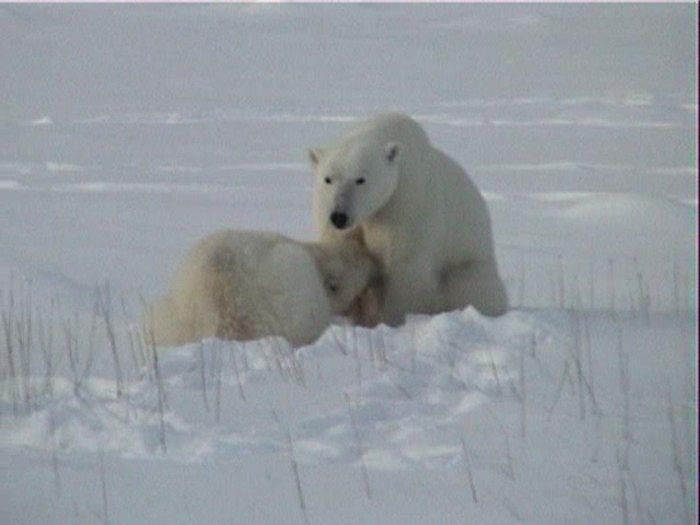
أنثى ترضع ديسما يبلغ سنتين من العمر.

قد تقع الدياسم ضحية للذئاب أو تنفق جوعا، ويُلاحظ عن إناث الدببة القطبية عاطفتها الكبيرة تجاه صغارها، وتفانيها بالدفاع عنها، وهناك حالة واحدة مؤكدة عن طريق التجارب الوراثيّة تُظهر أن ديسما بريّا يتيما تبنته أنثى أخرى. تقوم الذكور أحيانا بقتل الدياسم والاقتيات عليها لأسباب لا تزال غير معروفة، وفي ألاسكا حاليّا فإن 42% من الدياسم تصل لسن 12 شهرا، بعد أن كان 65% منها يصل لهذا السن منذ 15 سنة. تفطم الصغار في معظم المناطق عندما تبلغ سنتين ونصف من العمر، ويحصل ذلك عندما تقوم الأم بطردهم أو هجرهم، وتعتبر الدببة القطبية القاطنة غربي خليج هدسون فريدة في تصرفاتها، إذ أن الأنثى تُفطم صغارها عندما تبلغ سنة ونصف من عمرها فقط. كانت هذه هي الحال بالنسبة لحوالي 40% من الدياسم في تلك المنطقة خلال أوائل ثمانينات القرن العشرين، إلا أنه بحلول تسعينات ذلك القرن انخفضت نسبة الصغار المفطومة بهذا السن إلى أقل من 20%. يقوم الأخوان بالتنقل مع بعضهما ومشاركة أحدهما الأخر الطعام لعدّة أسابيع أو شهور بعد أن تغادرهم الأم.

#### الحياة اللاحقة
تبدأ إناث الدب القطبي بالتناسل عندما تصل لسن 4 سنوات في معظم المناطق، و5 سنوات في منطقة بحر بيوفورت. تصل الذكور لمرحلة النضج الجنسي عندما تبلغ ستة أعوام، إلا أنه وبسبب المنافسة الحادة على الإناث، فإن معظمها لا يتناسل إلى أن يصل لسن 8 أو 10 سنوات. أظهرت إحدى الدراسات في خليج هدسون أن النجاح التناسلي والوزن الملائم للحمل عند الإناث يبلغ ذروته عندما تكون بمنتصف سنوات مراهقتها.
يظهر بأن الدببة القطبية تتأثر بالأمراض المعدية والطفيليات بشكل أقل من باقي ثدييات اليابسة. تعتبر هذه الحيوانات معرضة بشكل خاص للإصابة بالديدان الشعرية (باللاتينية: Trichinella)، وهي جنس من الديدان الأسطوانية التي تنتقل بين الأفراد عادةً جرّاء الاقتيات على بني جنسها، إلا أن هكذا إصابات نادرا ما تكون مميتة. تمّ توثيق حالة واحدة فقط لدب قطبي مصاب بداء الكلب، على الرغم من احتكاك الدببة القطبية بالثعالب القطبية ناقلة هذا المرض على الدوام، كما يؤكد إصابتها ببعض أنواع البكتيريا المسببة للحمى. تعاني الدببة القطبية من أمراض جلدية مختلفة في بعض الأحيان تسببها لها القرادات وغيرها من الطفيليات.
يندر أن تتخطى الدببة القطبية 25 عامًا من عمرها، فقد بلغت أكبر الدببة البرية الموثقة 32 عاما، أما أكبر الدببة القطبية الأسيرة سنّا فكانت أنثى نفقت عام 1991 عن عمر 43 سنة، وحاليّا فإن أكبر دب قطبي هو الإنثى «ديبي» التي تعيش في حديقة حيوانات أسينيبوين في مدينة وينيبيغ بمحافظة مانيتوبا الكندية، والتي وُلدت على الأرجح في ديسمبر 1966. إن أسباب نفق الدببة القطبية في البرية غير مفهومة بشكل جيّد، بما أنه من النادر العثور على الجيف في المسكن المتجمد لهذا النوع، إلا أنه يظهر بأنها تصبح ضعيفة جدا في نهاية المطاف كي تستطيع اصطياد طرائدها مما يؤدي لموتها جوعا، وكذلك الحال بالنسبة للدببة التي تُصاب بجروح في المعارك أو الحوادث، فهي إما تموت جرّاء إصابتها أو تصبح ضعيفة جدا ولا تقوى على الصيد فتموت من الجوع.

### الدور البيئي
يُعتبر الدب القطبي مفترسا فوقيا عبر جميع أنحاء موطنه، حيث تعتمد الكثير من أنواع الحيوانات الأخرى، وبشكل خاص الثعالب القطبية والنوارس الرمادية المزرقة، على نجاحه في الصيد كي تقوم بتقميم بقايا ذبائحه.

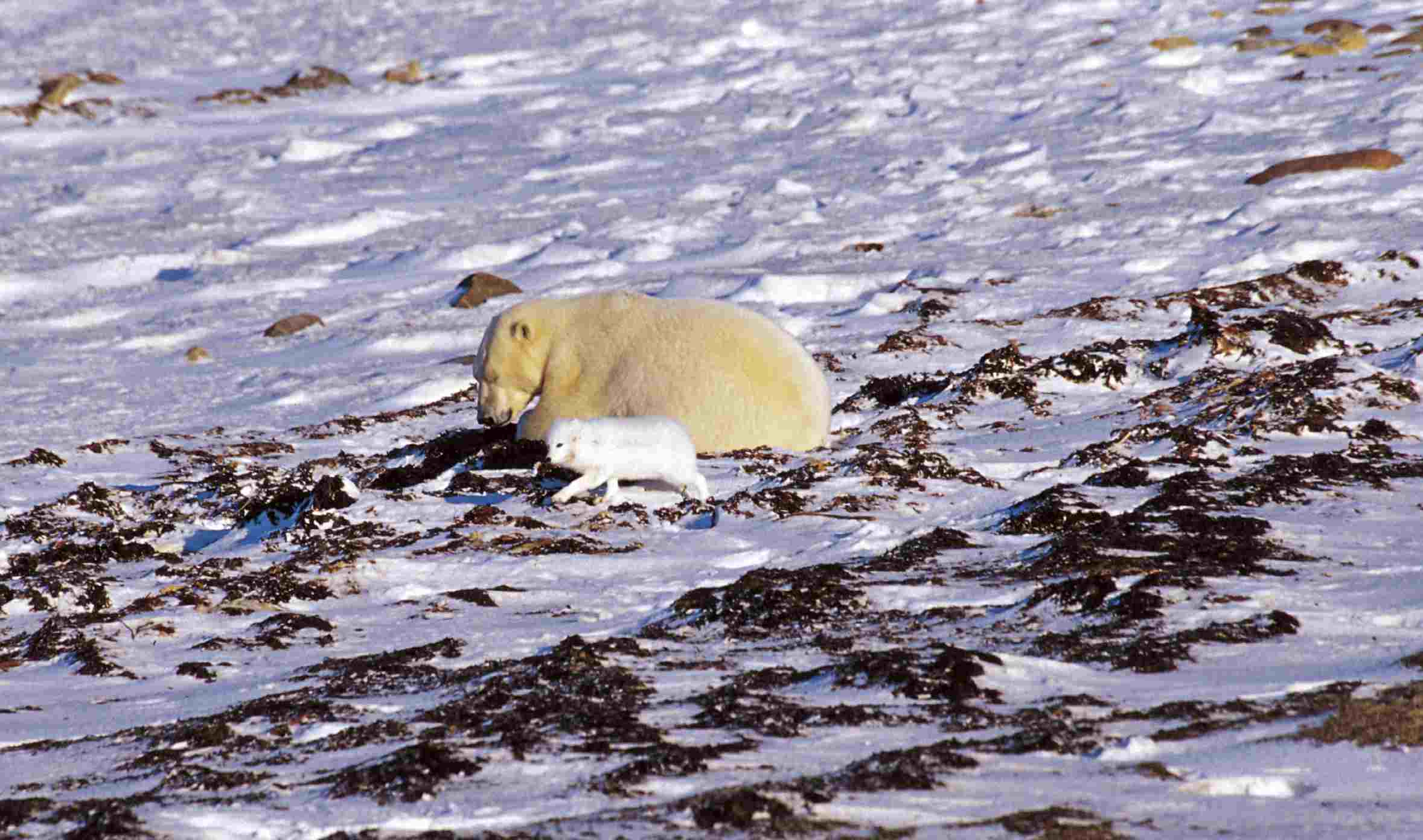
ثعلب قطبي يحوم حول دب قطبي بانتظار انتهاءه من الاقتيات على الجيفة.

إن علاقة الدببة القطبية بالفقمات المطوقة وثيقة لدرجة أن كثافتها في بعض المناطق يظهر بأنها تتحكم بكثافة الدببة، فكلما زادت أعدادها كلما ازدادت أعداد الدببة والعكس صحيح، وبالمقابل فإن افتراس الدببة للفقمات يتحكم بأعدادها ومستوى نجاحها التناسلي. يُعتقد أن الضغط الذي تمارسه الدببة القطبية على الفقمات كان سببا وراء ظهور عدّة اختلافات بين فقمات القطب الشمالي والقطب الجنوبي، حيث لا يوجد مفترس رئيسي كبير قاطن لليابسة. فعند مقارنة الفقمات الشمالية بالجنوبية، يظهر بأن الأولى يستخدم الفرد منها فتحات تنفس متعددة أكثر من أقاربه في الجنوب، كما تظهر الفقمات الشمالية أكثر تيقظا عندما توجد على الجليد، ومن النادر لها أن تتبرز خارج المياه. وبالإضافة لذلك فإن فراء معظم صغار فقمات القطب الشمالي يكون أبيض عند الولادة وذلك كي يؤمن لها التمويه من المفترسات البريّة المتعددة، أما فراء جميع فقمات القطب الجنوبي فيكون داكنا عند الولادة.
يندر أن تدخل الدببة القطبية في نزاع مع ضوار أخرى، على الرغم من أن بعض التقارير تفيد بتوغل بعض الدببة البنية في مناطق الدببة القطبية مؤخرا حيث احتكت معها بشكل عدائي. تميل الدببة البنية أن تهيمن على القطبية عندما يلتقي الاثنان حول ذبيحة، كما تمّ العثور على جيف دياسم قطبية في جحور دببة بنية. لا تلتقي الدببة القطبية بالذئاب عبر موطنها في الغالب، على الرغم من وجود تقريرين يفيدان بقيام قطعان من الذئاب بقتل دياسم قطبية.

## صيد الدببة القطبية

### السكان الأصليون

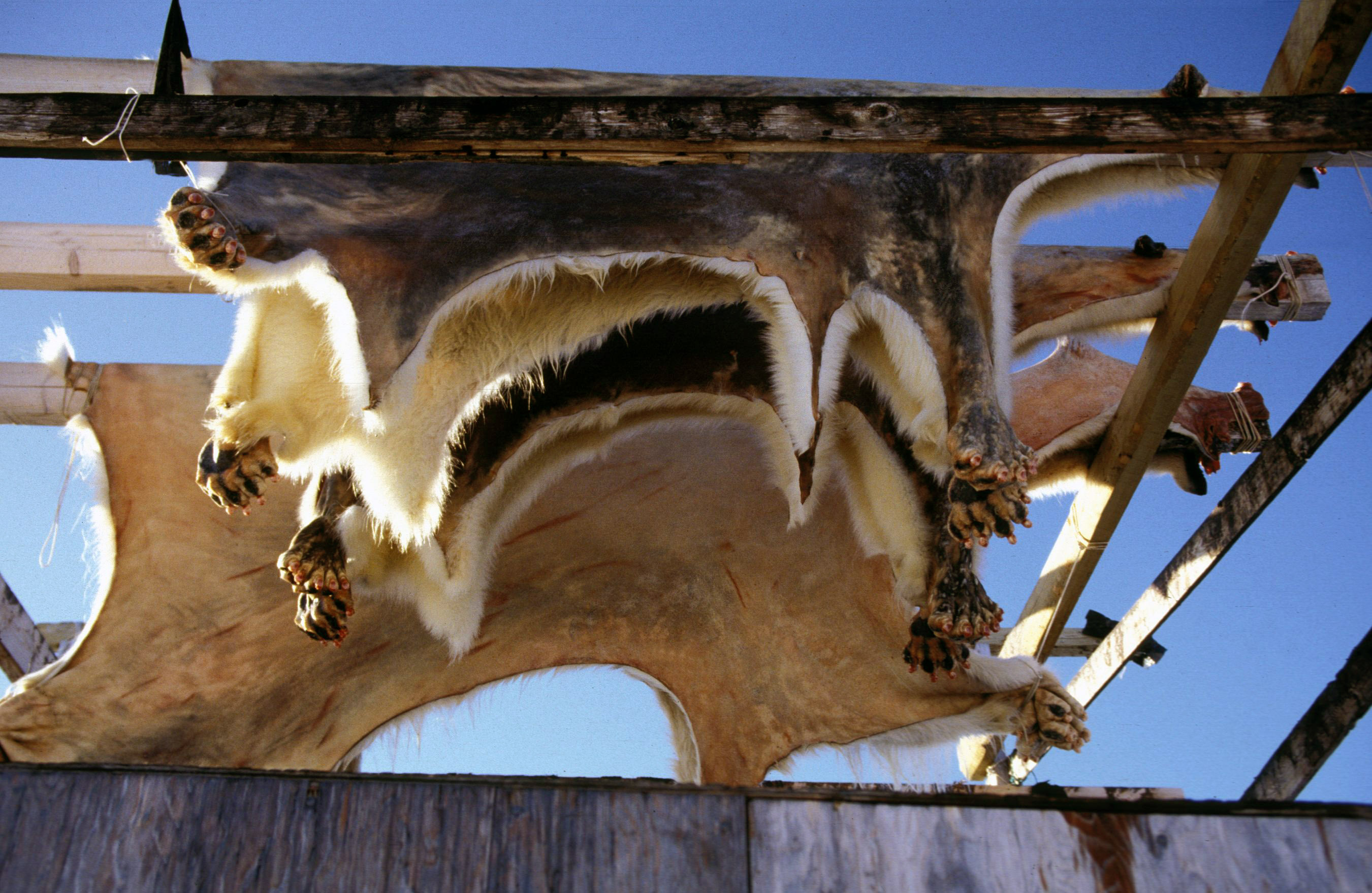
جلود وفراء دببة قطبية بعد صيدها في بلدة لتّوقورتورميت، جرينلاند.

كانت الدببة القطبية، ولا تزال تؤمن الكثير من المواد الخام لسكان الدائرة القطبية الشمالية الأصليين، مثل الإنويت، اليوبك، الشوكشي، النينيت، والبومور الروس، وكان الصيادون في العادة يستخدمون فرقة من الكلاب لتشتيت انتباه الدب مما يفتح المجال أمام الصياد ليقوم بطعنه بالرمح أو إطلاق عدد من السهام عليه من على مسافة قريبة. كانت جميع أجزاء هذه الحيوانات تقريبا تُستخدم في استعمالات مختلفة، فالفراء كان يُستخدم لحياكة السراويل بشكل خاص، ولصناعة أغطية خارجية للقدمين شبيهة بالخف، يطلق عليها شعب النينيت توبوك، كما وكان يتم أكل اللحم على الرغم من خطر الإصابة بداء الشعرية أو الترخينة؛ أما الدهون فكانت تستعمل كوقود لإضائة المنازل إلى جانب شحوم الفقمات والحيتان. بالإضافة لذلك كانت أوتار الأقدام تستخدم كخيوط لحياكة الملابس؛ وكان يتم تجفيف المرارة والقلب في بعض الأحيان وطحنهما لأجل تحقيق أغراض طبيّة، أما الأنياب الكبيرة فكان يُحتفظ بها كطلاسم. وحده كبد هذه الحيوانات لم يكن يُستعمل وذلك بسبب احتوائه على كميّة مركزة من فيتامين أي يمكنها أن تسبب التسمم بحال تمّ استهلاكها، والسبب وراء هذا هو اعتماد الدب القطبي على صيد وتناول كميات كبيرة من الحيوانات البحرية التي يخزن كبدها هذه الفيتامينات والتي يخزنها الدب القطبي بالتالي في كبده، وكان الصيادون يحرصون على رمي الكبد في البحر أو دفنه في الثلج كي يضمنوا عدم قيام كلابهم بتناوله. كان صيد الإعاشة التقليدي هذا يتم على نطاق صغير جدا، حيث أنه لم يكن له أي تأثير على جمهرة الدببة القطبية، ويرجع ذلك بصورة أساسية إلى قلة الكثافة السكانية في مسكن الدببة القطبية.

### تاريخ الاستغلال التجاري

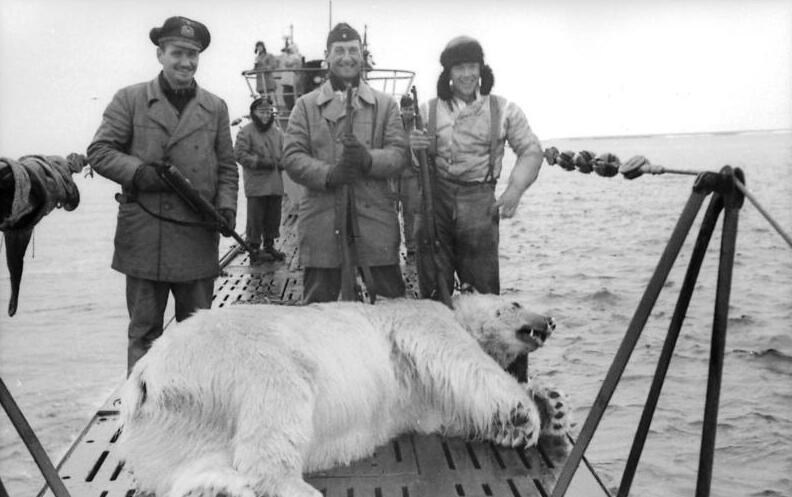
مجموعة صيادين قاموا باصطياد دب قطبي من على متن غواصة خلال أوائل القرن العشرين، (1943).

كان يتم الإتجار بفراء الدببة القطبية بشكل منتظم منذ القرن الرابع عشر في روسيا، على الرغم من أن قيمته كانت منخفضة بالمقارنة مع فراء الثعالب القطبية وحتى الرنة، وقد أدّى ازدياد الكثافة السكانية في القطب الشمالي الأوراسي خلال القرنين السابع عشر والثامن عشر، بالإضافة لوصول الأسلحة النارية وتوسّع حركة التجارة، إلى ازدياد ملحوظ باستغلال الدببة القطبية تجاريّا. إلا أنه وبسبب لعب فراء الدب القطبي دورا هامشيّا في التجارة على الدوام، فإن المعلومات المتعلقة بتاريخ استغلاله قليلة ومتجزئة، فعلى سبيل المثال يُعرف أنه بشتاء عام 1784 أو 1785 قام البومور الروس المقيمين في جزيرة سبيتسبيرغن (أكبر جزر أرخبيل السفالبارد) بقتل 150 دب قطبي في زقاق ماغداليني البحري، وفي أوائل القرن العشرين كان الصيادين النروجيين يقتلون 300 دب سنويًا في نفس الموقع. تُظهر تقديرات عمليات الصيد التاريخية للدببة القطبية أنه منذ بداية القرن الثامن عشر كان ما بين 400 و500 حيوان يقتلون سنويّا في شمالي أوراسيا، قبل أن تبلغ هذه الأعداد ذروتها في أوائل القرن العشرين حيث يقدّر تراوح أعداد الحيوانات المصيدة عند ذلك بين 1,300 و1,500 دب، أما بعد ذلك فقد انخفضت هذه الأرقام بسبب تراجع أعداد الدببة القطبية.
وفي النصف الأول من القرن العشرين وصلت آليّات الصيد والأسر الميكانيكية المتفوقة إلى أميركا الشمالية كذلك الأمر، فأخذ الصيادون يطاردون الدببة القطبية في زلاقات الجليد الآلية، كاسحات الجليد، والطائرات، وقد وُصف الصيد بالأسلوب الأخير عام 1965 بكلمة رئيس التحرير في مجلة نيويورك تايمز على أنه «ذو روح رياضيّة مماثلة تماما لروح شخص يقتل بقرة برشاش». ازداد عدد الدببة التي قتلت بشكل سريع خلال ستينات القرن العشرين، وبلغت ذروتها حوالي عام 1968، حيث بلغ إجمالي الحيوانات التي كانت تقتل في السنة 1,250.

### القوانين المعاصرة
أدّى الخوف والقلق حول مستقبل الدببة القطبية إلى ظهور عدد من التشريعات الدوليّة المنظمة لصيد هذه الحيوانات، بدأ من منتصف خمسينات القرن العشرين. وفي عام 1973 تمّ التوقيع على الاتفاقية الدولية للحفاظ على الدببة القطبية من قبل الدول الخمس التي تعيش الدببة القطبية على أراضيها وهي: كندا، الدنمارك (جرينلاند)، النروج (سفالبارد)، الاتحاد السوفيتي (روسيا حاليّا)، والولايات المتحدة (ألاسكا). تعرف هذه الاتفاقية أيضا باتفاقية أوسلو، وتعتبر إحدى الحالات النادرة للتعاون الدولي خلال فترة الحرب الباردة. يقول عالم الأحياء إيان ستيرلنغ: «لعدد من السنوات، كان الحفاظ على الدببة القطبية المسألة الوحيدة في القطب الشمالي بأكمله التي استطاعت دولا تنتمي للجهتين المختلفتين من الستار الحديدي أن تتفق عليها بشكل كاف يجعلها توقع إتفاقية بشأنها. هكذا كانت درجة انبهار البشر بهذا المفترس المذهل، الدب البحري الوحيد».
على الرغم من أن هذه الاتفاقية لا تعتبر بأنها تحوز القوة الآمرة بنفسها، فإن الدول الأعضاء التي وقعت عليها اتفقت على وضع قيود متعددة على الصيد الترفيهي والتجاري لهذه الحيوانات، منع صيدها من الطائرات وكاسحات الجليد، والمساهمة بإجراء أبحاث جديدة لفهم الدببة بشكل أكبر. تسمح الاتفاقية للسكان المحليين بالصيد عن طريق استخدام الوسائل التقليدية، على الرغم من أن هذا البند تمّ تفسيره بطرق مختلفة وفقا لرأي كل دولة من الدول الأعضاء. تعتبر النروج الدولة الوحيدة من بين الدول الخمس التي منعت الاستغلال التجاري للدببة القطبية بكافة صوره.
قامت البعض من هذه الدول بإبرام اتفاقيات مزدوجة بينها وبين دولة أخرى لتتشارك في إدارة جمهرات الدببة القطبية المشتركة على أراضيها. ومن هذه الاتفاقيات تلك التي وقعتها روسيا والولايات المتحدة في أكتوبر عام 2000، بعد عدّة شهور من المفاوضات، والتي تتضمن تحديد حصص معينة يمكن للسكان الأصليين الحصول عليها عند قيامهم بالصيد الإعاشي في ألاسكا وتشوكوتكا. تمّ التصديق على هذه الاتفاقية في أكتوبر 2007.

#### في روسيا
قام الاتحاد السوفيتي بمنع جميع أنواع اسغلال الدببة القطبية عام 1956، إلا أن الصيد غير الشرعي استمر على الرغم من ذلك، ويُعتقد بأنه لا يزال يشكل خطرا على جمهرة هذه الحيوانات في روسيا. وفي السنوات الأخيرة، أخذت الدببة القطبية تزيد من وتيرة اقترابها من القرى المأهولة في تشوكوتكا شيئا فشيئا بسبب تقلص حجم الصفائح الجليدية البحرية، مما يزيد من احتمال تعرض البشر للهجوم، كما ويزيد مخاوف السلطات من أن يصبح القنص غير الشرعي مألوفا أكثر. وفي عام 2007 جعلت الحكومة الروسية صيد سكان تشوكوتكا الإعاشي للدببة القطبية قانونيّا، وهي خطوة قام بتأييدها أكثر العلماء الروس المختصين بدراسة الدببة شهرة بالإضافة للصندوق العالمي لتمويل الحفاظ على البيئة، حيث اعتبرت على أنها وسيلة تحد من الصيد الغير شرعي.

#### في جرينلاند
ابتدأ تطبيق بعض القوانين الخاصة بمنع صيد الدببة القطبية في جرينلاند عام 1994 على نطاق ضيّق، قبل أن يتم التوسع في تطبيقها عام 2005 بناءً على قرار تنفيذي من الحكومة الدنماركية. وحتى عام 2005 لم تكن جرينلاند قد وضعت أي قيود على صيد هذه الحيوانات من قبل السكان الأصليين، إلا أنه بحلول عام 2006 كانت قد وضعت حدا أقصاه 150 حيوانا يُسمح بصيدها في السنة، كما سمحت بالصيد الإعاشي لأول مرة بتاريخها. ومن الاحتياطات الأخرى المقررة لحماية الدببة: حماية الأمهات وصغارها على مدار العام، قيود على الأسلحة المستعملة، وعدد من المتطلبات الإدارية اللازمة لفهرسة الدببة المُصادة.

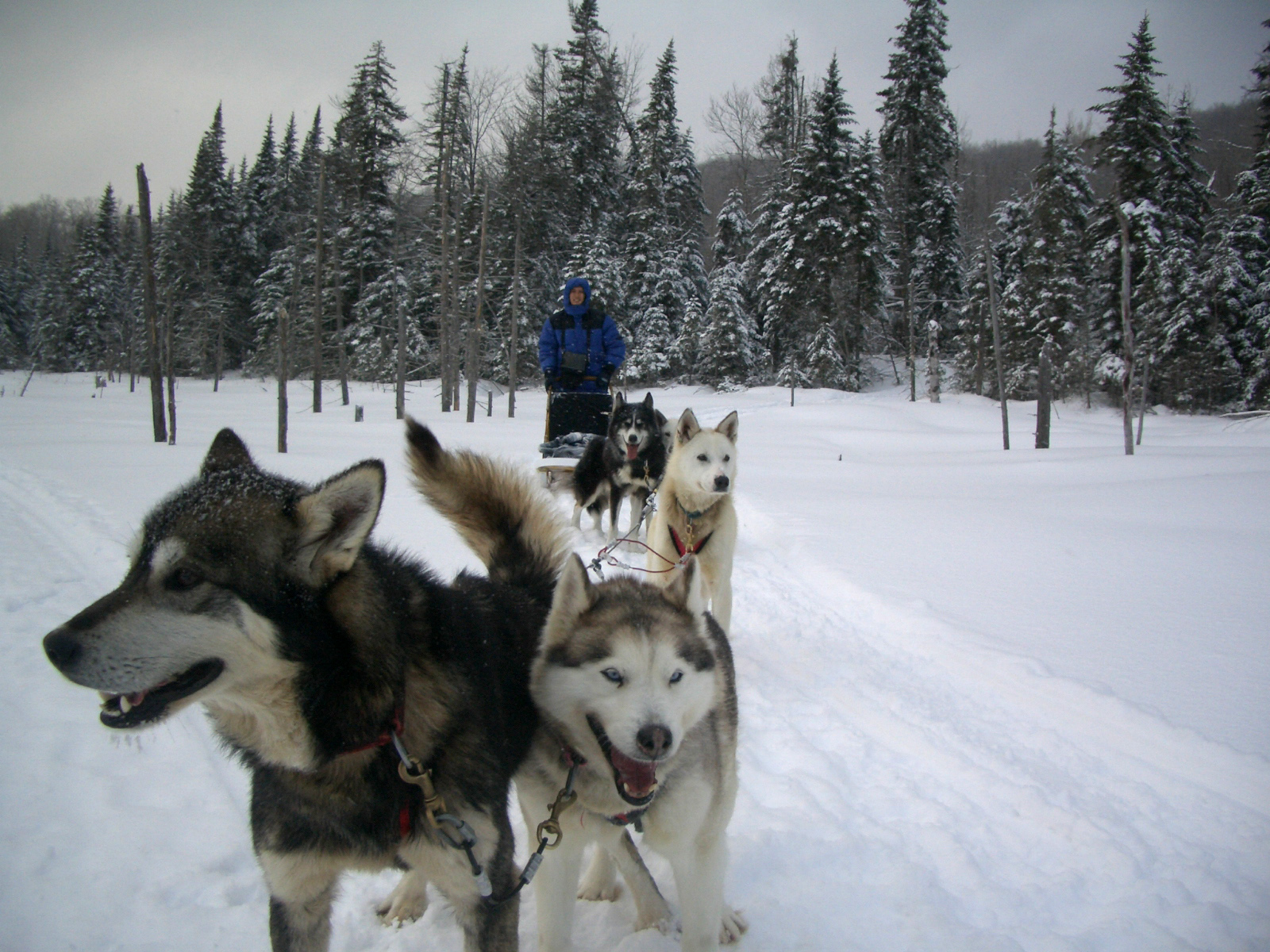
تُستخدم زحافات الكلاب في الصيد الإعاشي للدببة القطبية في كندا، أما استعمال الآلات الميكانيكية لغرض الصيد فمحظور.

#### في كندا والولايات المتحدة
يقتل البشر في كندا حوالي 500 دب قطبي سنويّا، وهو معدّل يعتقد العلماء أنه غير قابل لإبقائه على ماهو عليه في بعض المناطق، وبشكل خاص خليج بفن. سمحت كندا بصيد الدببة لغرض الترفيه منذ عام 1970 شريطة أن يرافق الصيادون دليل محلّي وباستعمال زحافات الكلاب، إلا أن هذا الأمر لم يصبح مألوفا حتى عقد الثمانينات من القرن العشرين. يؤمن العمل كدليل للصيادين فرص تشغيل كثيرة ومصدر دخل معتبر لمجتمعات السكان الأصليون الذين تعتبر فرصهم الاقتصادية قليلة أساسا. يمكن للصيد الترفيهي أن يؤمن ما بين 20,000 إلى 35,000 دولار كندي مقابل كل دب يتم إصطايده للمجتمعات الشماليّة، وقد أتت معظم هذه العائدات حتى مؤخرا من الصيادين الأميركيين.
قامت الحكومة الأميركية بتاريخ 15 مايو 2008 بوضع الدب القطبي ضمن لائحة الحيوانات الأميركية المهددة بالانقراض وفقا لقانون الأنواع المهددة، ومنعت استيراد جميع تذكارات صيد هذه الحيوانات إلى البلاد. كانت حكومة الولايات المتحدة قد منعت استيراد جميع المنتوجات المصنوعة من أعضاء للدببة القطبية من عام 1972 حتى عام 1994 وفقا لقانون حماية الثدييات البحرية، قبل أن تقيّد استيرادها فقط في الفترة الممتدة بين عاميّ 1994 و2008. تتطلب هيئة الصيد والحياة البرية الأميركية توافر بضعة شروط حتى تمنح إجازة لطالب إدخال منتجات الدببة القطبية أو تذكار صيدها من كندا إلى الولايات المتحدة، وهذه الشروط تتمثل في: صيد الدب في منطقة يُسمح بها بالصيد بناءً على نظام الحصص، أي أنه يُسمح بصيد عدد محدد منها قليل عادةً، وأن يكون تحديد هذه الحصص قد تمّ بناءً على أساليب إداريّة سليمة. تمّ إدخال ما يزيد على 800 تذكار صيد لدببة قطبية قتلت لغرض الترفيه إلى الولايات المتحدة منذ عام 1994.
مما يعتبر مثيرا للسخرية، أن دعوة معأرضي نظام الحصص في صيد الدببة القطبية إلى تثبيط الصيد الترفيهي، بسبب الطريقة التي تتم بها إدارة هذا النظام بكندا، قد تؤدي في الواقع إلى زيادة عدد الدببة المُصادة في المدى القصير. تخصص الحكومة الكندية عددا محددا من الإجازات في السنة للصيد الترفيهي والإعاشي، وتلك التي لا تُستعمل لغرض الصيد الترفيهي يتم إحالتها للصيد الإعاشي للسكان الأصليين. وبينما يصطاد السكان الأصليون جميع الدببة التي يُسمح لهم بصيدها في السنة، فإن أقل من نصف الصيادون الراغبون بالترفيه فقط ينجحون بقتل دب قطبي. وإن لم يستطع الصياد الترفيهي أن يقتل دبا قبل أن تنتهي فترة صلاحية إجازته، فإن هذه الإجازة لا يمكن أن تُنقل لصياد أخر.
تعتبر منطقة نونافوت أكثر المناطق التي يحصل بها صيد للدببة القطبية في كندا، حيث تشكل نسبة الدببة المُصادة فيها 80% من إجمالي الدببة التي تُصاد عبر جميع أنحاء الدولة. وفي عام 2005 قامت حكومة نونافوت بزيادة الحصص المسموح بصيدها من 400 إلى 518 دبّا، على الرغم من معارضة بعض المجموعات العلميّة لهذا. أظهرت بعض الدراسات العلميّة أنه في منطقتين من المناطق التي ازدادت فيها أعمال الاستغلال التجاري للدببة القطبية، فإن جمهراتها أخذت بالتراجع بالمقابل، بينما لم تظهر أي معلومات من منطقة ثالثة ازدادت فيها هذه الأعمال بسبب نقص المعطيات. على الرغم من أن معظم الحصص تخصص لصيد السكان الأصليين من الإنويت، فإن قسم كبير منها يتم بيعه للصيادين الترفيهيين (0.8% منها تمّ بيعه في سبعينات القرن العشرين، 7.1% في الثمانينات، و14.6% في التسعينات). يُصرّ عالم الأحياء من نونافوت المتخصص بدراسة الدببة القطبية، م. ك. تايلور، المسؤول عن الحفاظ عن الدببة القطبية في المنطقة، أن أعداد الدببة القطبية مستقرّة ومُحافظٌ عليها وفق اتباع أساليب الصيد الحاليّة. تحافظ حكومة المقاطعات الشمالية الغربية على الحصص المسموح بصيدها على أراضيها والتي تتراوح بين 72 و103 دبّا بداخل مجتمعات الإنويت الذين يخصصون بدورهم جزء منها للصيادين الترفيهيين.

## حالة الحفظ، جهود الحفاظ على النوع، والجدال القائم

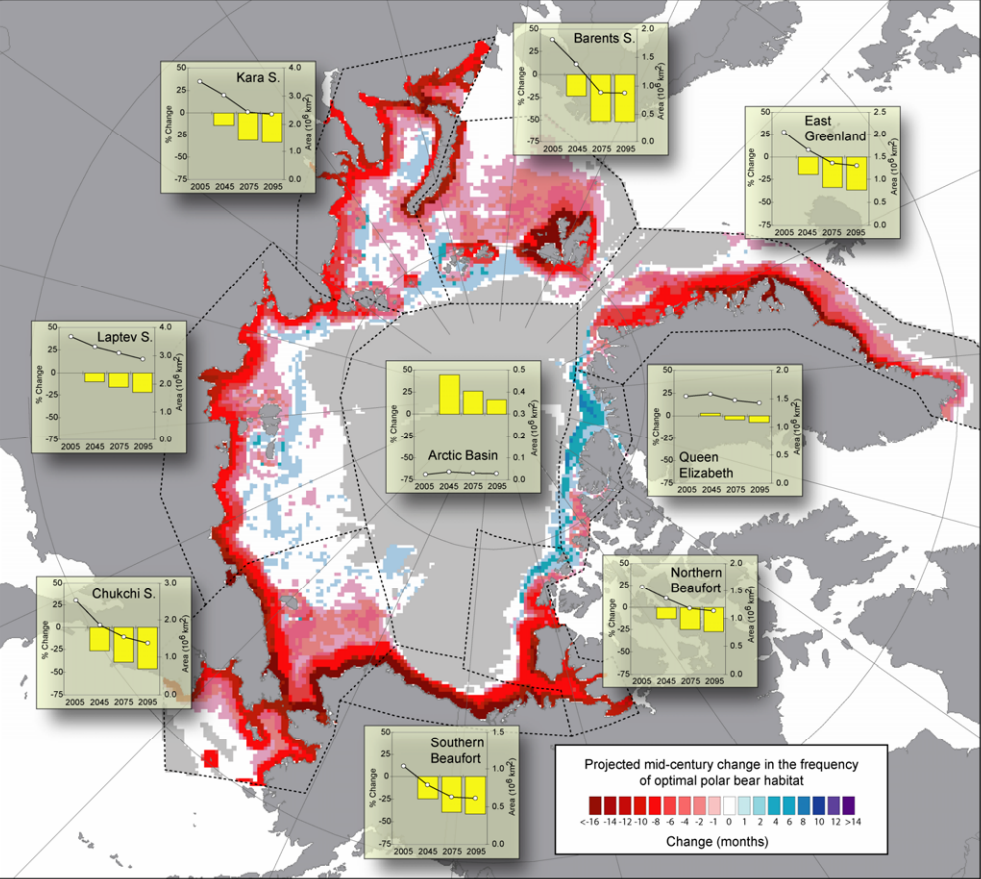
تظهر هذه الخريطة، من وكالة الأبحاث الجيولوجية الأميركية، التغيرات المتوقعة في مسكن الدببة القطبية خلال الفترة الممتدة بين عاميّ 2001 و2010 وصولا إلى ما بين عاميّ 2041 و2050. تظهر المناطق الحمراء فقدان أفضل مساكن الدب القطبي؛ بينما تظهر الزرقاء المساكن المكتسبة.

تعتبر الجمهرة العالمية للدب القطبي، التي يتراوح أعداد أفرادها بين 22,000 و25,000 دب، مسقرّة نسبيّا، إلا أنه في عام 2006 قام الاتحاد العالمي للحفاظ على الطبيعة (IUCN) بنقل حالة حفظ هذه الحيوانات من «غير مهددة» إلى «مهددة بدرجة دنيا»، أي أنه يُحتمل أن تصبح مهددة بالانقراض بشكل متوسط أو أقصى إن لم تتخذ الإجراءات المناسبة للحفاظ عليها. أفاد الاتحاد أنه «يحتمل أن الجمهرة العالمية للدببة القطبية تراجعت بنسبة أكبر من 30% خلال ثلاثة أجيال (45 سنة)» وذلك يعود بشكل أساسي إلى ظاهرة الاحتباس الحراري. ومن المخاطر الأخرى التي تتعرض لها هذه الحيوانات: التلوّث الظاهر عن طريق الملوثات السامة، المنافسة مع صيادي الفقمات، والضغوطات التي تتعرض لها من مراقبي الحياة البرية الراغبين بالترفيه، والمنقبين عن النفط والغاز الطبيعي، بالإضافة لبعض مشاريع التطوير المتعلقة بمصادر الطاقة هذه. كما اعتبر الاتحاد أن هناك «خطرا محتملا بسبب الاستغلال المكثف» عن طريق الصيد الشرعي وغير الشرعي.

### الاحتباس الحراري
يعبّر كل من الاتحاد العالمي للحفاظ على الطبيعة، دراسة تقييم تأثير المناخ القطبي، وكالة الأبحاث الجيولوجية الأميركية، وعدد من علماء الأحياء المشهورين والمختصين بدراسة الدببة القطبية، عن قلقهم العميق حول أثار ظاهرة الاحتباس الحراري، بما فيه الاعتقاد بأن نمط الارتفاع بدرجات الحرارة السائد حاليّا من شأنه أن يهدد بقاء هذا النوع.

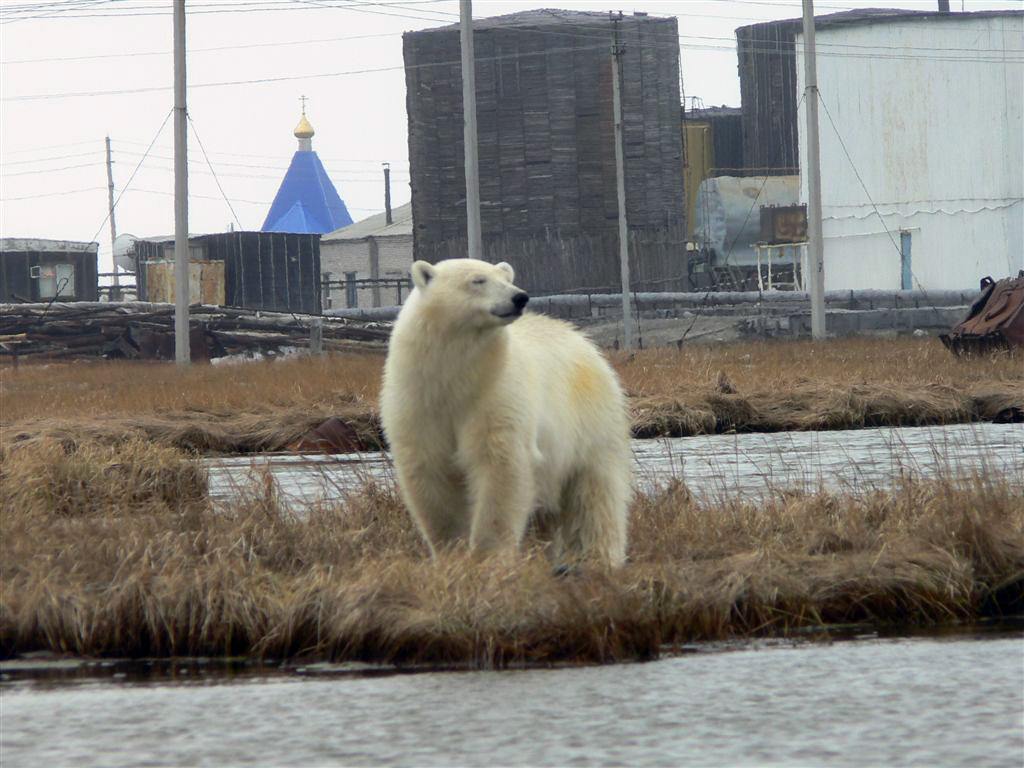
دب قطبي بالقرب من مستوطنة بشريّة. يعتقد العلماء أنه بحال استمرار درجات الحرارة العالمية بالارتفاع، فإن هكذا مصادفات ستصبح أكثر شيوعا.

يتمثل الخطر الأساسي على الدببة القطبية جرّاء الاحتباس الحراري بقلّة التغذية أو الموت جوعا بسبب فقدان المسكن. فالدببة القطبية تعتمد على الجليد البحري كمنصة كي تصيد منها الفقمات، وارتفاع درجات الحرارة يؤدي لذوبان الجليد البحري بوقت أبكر من السنة مما يدفع بالدببة إلى الشاطئ قبل أن تكون قد خزّنت ما يكفي من الدهون الفائضة لتتمكن من البقاء خلال الفترة التي تقل فيها مصادر الغذاء أي خلال أواخر الصيف وأوائل الخريف. كما أن التراجع في الصفائح الجليدية البحرية يدفع الدببة للسباحة لمسافات أطول، مما يستنفذ مخزون طاقتها وغالبا ما يؤدي لغرقها. يميل الجليد البحري الرقيق إلى أن يتكسّر بسهولة أكبر، مما يجعل من الصعب على الدببة القطبية الوصول إلى الفقمات كما يظهر. تتسبب قلّة التغذية بتقليل نسبة الخصوبة عند الإناث البالغة وتخفف من نسبة احتمال بقاء الدياسم والدببة اليافعة، بالإضافة لإصابة الدببة من مختلف الفئات العمرية بهزال وأمراض مختلفة ناتجة عنه.
بالإضافة لتأثير تغيير المناخ على الدببة القطبية من الناحية الغذائية، فإنه يُتوقع أن يكون له تأثيرات أخرى متعددة على مظاهر حياة هذه الحيوانات: فالتغيرات الحاصلة للجليد البحري تؤثر على مقدرة الإناث الحوامل على بناء جحور أمومية مناسبة، إذ أن ازدياد بعد الصفائح الجليدية عن الشاطئ يجعل الإناث تضطر للسباحة لمسافات أكثر كي تصل لمواقع جحورها المفضلة على البر. قد يؤدي ذوبان التربة المتجمدة إلى التأثير على الدببة التي اعتادت على حفر جحورها تحت الأرض، كما يمكن للشتوات الدافئة أن تؤدي لانهيار سقف الجحر على قاطنيه أو أن تجعلها أقل عزلة للحرارة. وبالنسبة للدببة القطبية التي تحفر جحورها في الجليد الدائم، فإن ازدياد حركة الجليد قد تدفع الأمهات وصغارها إلى السير لمسافات أطول عندما تعود لمناطق صيد الفقمات في الربيع. بالإضافة لذلك يمكن للبكتيريا والطفيليات المسببة للأمراض أن تزدهر وتنتشر بشكل أسرع في المناخ الدافئ.
كانت النزاعات العنيفة بين البشر والدببة القطبية، كما في حالة بحث الدببة عن غذائها في مكبات النفايات، مرتفعة في السنوات التي ذاب فيها الجليد البحري باكرا وكانت الدببة المحليّة نحيلة نسبيّا. يُعتقد أن ازدياد التفاعل بين الدببة والإنسان، بما فيه من هجومات مميتة على الأخير، يُحتمل أن تزداد وتيرته على الأكثر، إذا استمرت الصفائح الجليدية البحرية بالتراجع واضطرت الدببة الجائعة إلى البحث عن الطعام على اليابسة.

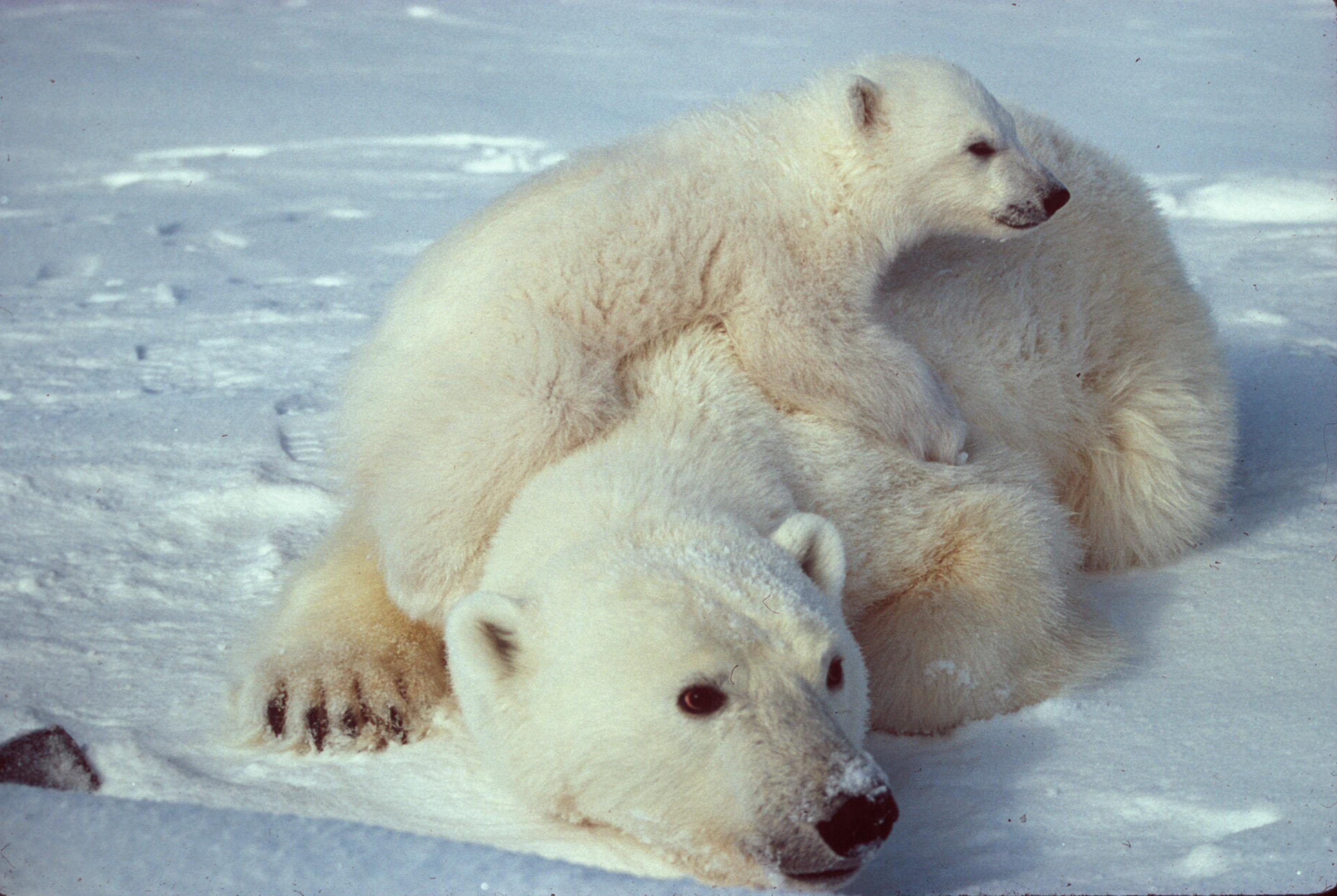
تتطلب الدبة الأم وصغارها الكثير من الغذاء كي تستمر بالبقاء، وهذا ما لا يمكن أن يتحقق إذا كان موسم صيد الفقمات قصيرا.

#### ملاحظات مرتبطة بالاحتباس الحراري

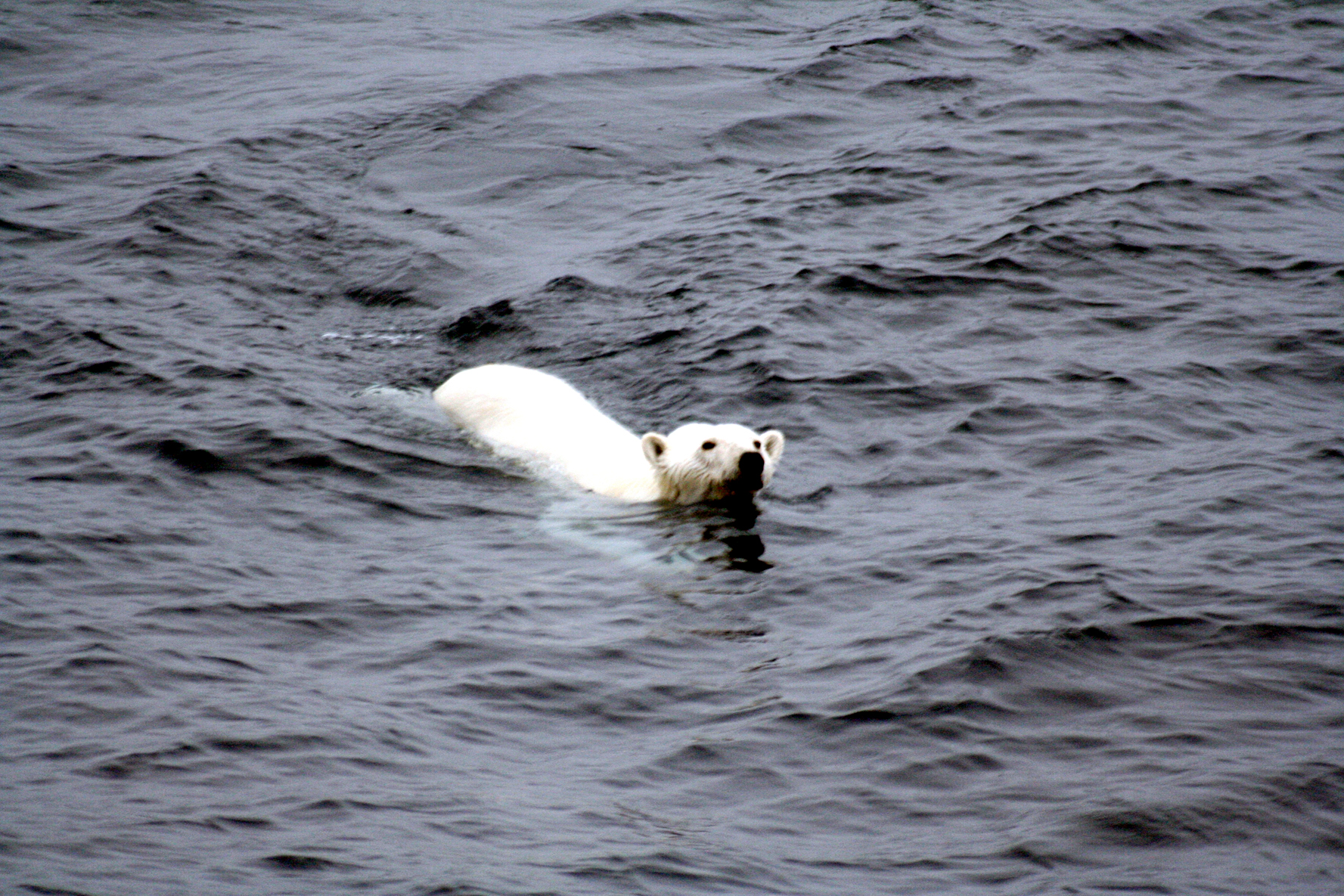
الدببة القطبية سبّاحة قويّة، لكن بحال استمر انكماش القطب الشمالي على هذا المنوال، فإن الكثير منها قد ينفق غرقا بسبب اضطراره للسباحة لمسافات أبعد.

#### التنبؤات

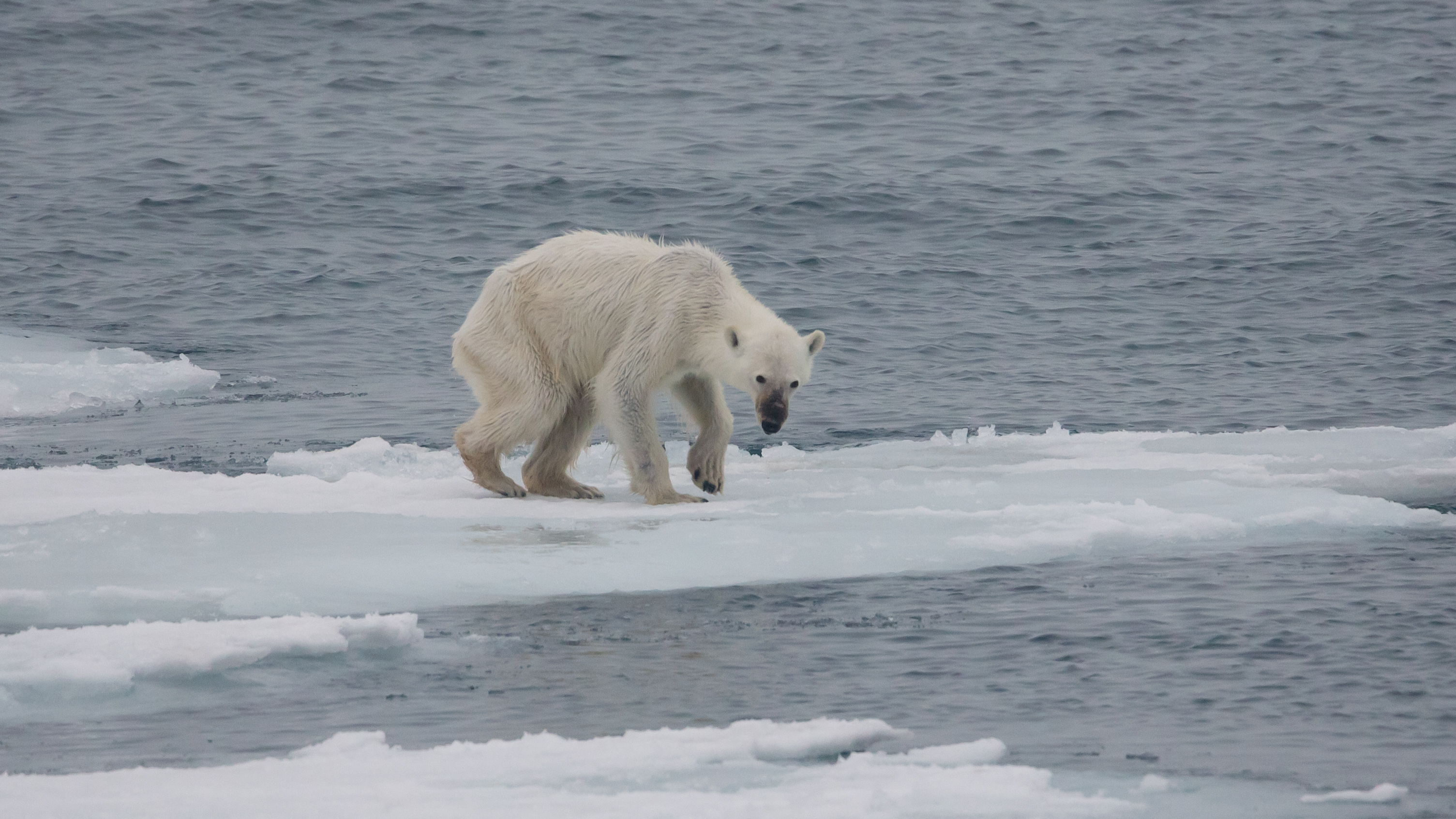
دُب قُطبي يُعاني مِن المَجاعة. أرخبيل سفالبارد، النرويج.

### في فلكلور سكان القطب الأصليين

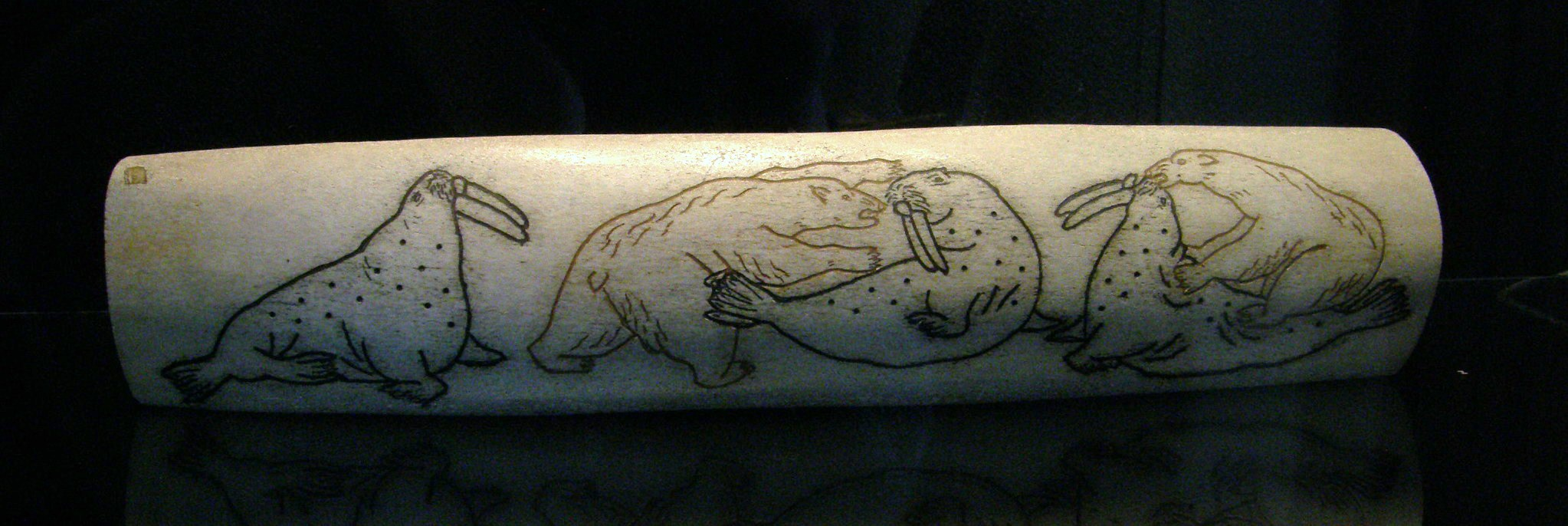
رسم على ناب فظ، قام به أحد الأفراد من الشوكشي خلال أربعينات القرن العشرين، وهو يُظهر دبّا قطبيا يصطاد فظا.

قطعة الدولارين الكندية المعدنية، يظهر عليها دبا قطبيا.

### الدب القطبي كشعار وكجالب للحظ

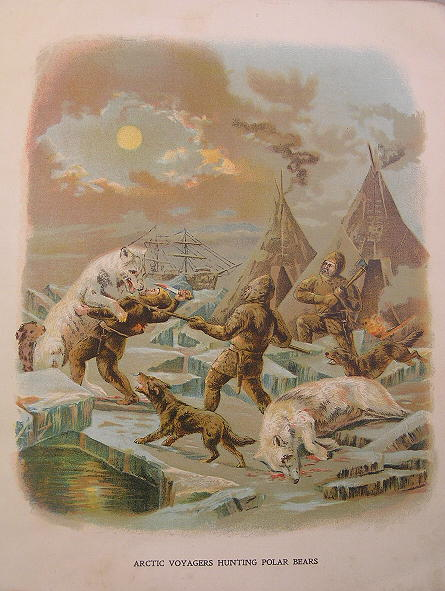
كتاب صيد للأولاد من عام 1890.

### في الأدب

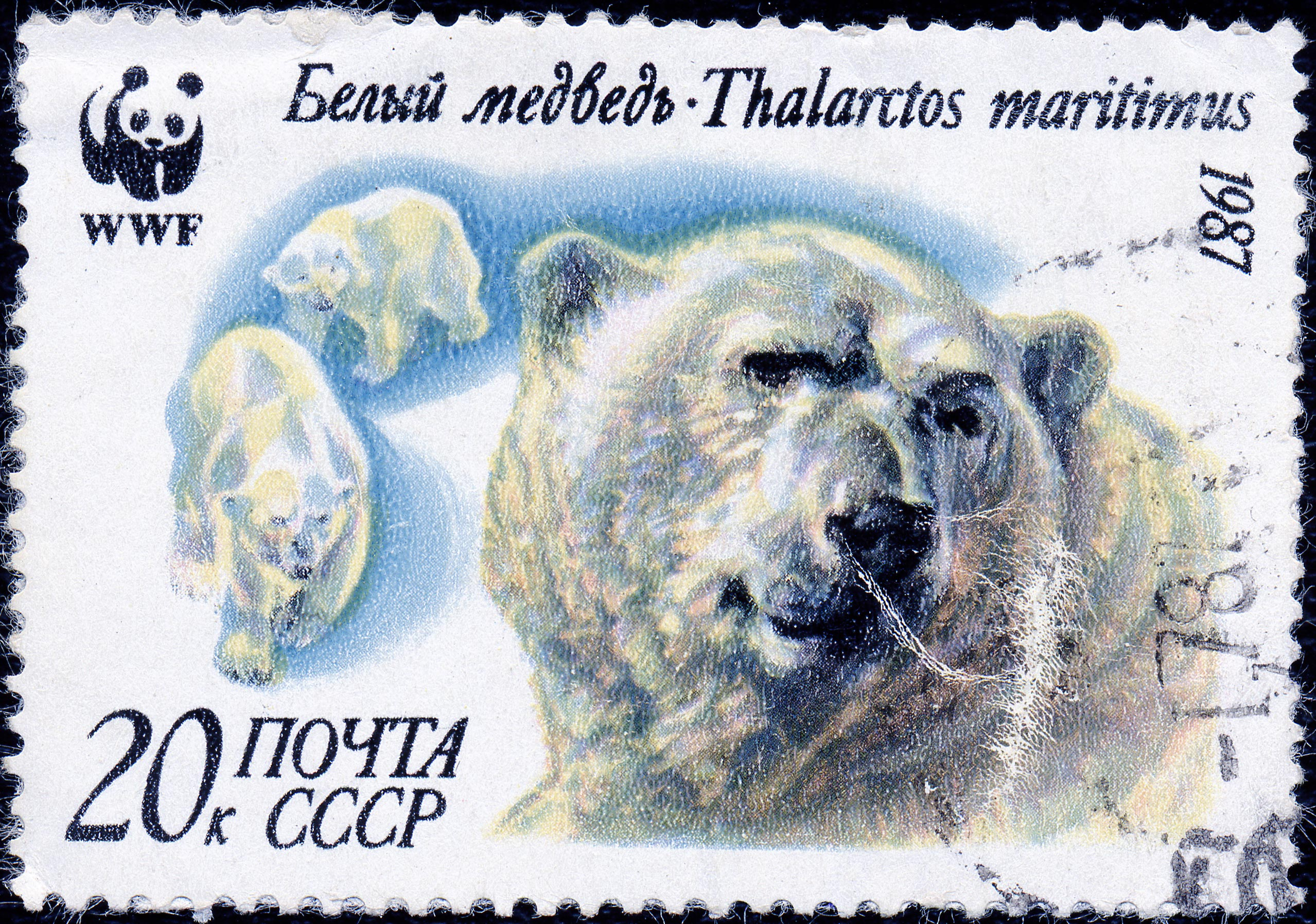
طابع سوفيتي من عام 1987 يظهر عليه دب قطبي.